# Lista de espécies endêmicas da flora da Mata Atlântica
A implementação da Estratégia Global para a Conservação de Plantas (GSPC), é um de uma série de compromissos assumidos pelo Brasil, país signatário da Convenção sobre a Diversidade Biológica (CDB), perante a comunidade internacional. Das 16 metas estabelecidas pela GSPC, a primeira é a elaboração de uma  "lista funcional amplamente acessível das espécies conhecidas de plantas de cada país, como um passo para a elaboração de uma lista completa da flora mundial".
O Jardim Botânico do Rio de Janeiro foi então designado pelo Ministério do Meio Ambiente, através do Centro Nacional de Conservação da Flora (CNCFlora), para coordenar a elaboração da Lista de Espécies da Flora do Brasil.
Em setembro de 2008 foi realizado um encontro no Jardim Botânico, que contou com a participação de 17 taxonomistas de diferentes instituições de todo o país. Nesta reunião, foi estabelecido o comitê organizador, os coordenadores de cada grupo taxonômico e as informações que deveriam ser disponibilizadas para cada táxon.
Foram avaliadas um total de 40.982 espécies da flora da Mata Atlântica, sendo 3.608 Fungos, 3.495 Algas, 1.521 de Briófitas, 1.176 Pteridófitas, 26 Gimnospermas e 31.156 Angiospermas. 419 gêneros e 17.624 espécies são endêmicos da Mata Atlântica. A lista abaixo apresenta todas as espécies endêmicas da Mata Atlântica presentes na Lista geral.

## Angiosperma

### Acanthaceae
| Gêneros: #Aphelandra #Chamaeranthemum #Clistax #Dyschoriste #Harpochilus #Herpetacanthus #Hygrophila #Justicia #Lepidagathis #Mendoncia #Odontonema #Pseuderanthemum #Ruellia #Schaueria #Sebastianoschaueria #Staurogyne #Stenandrium #Stenostephanus |

#### Aphelandra
- Aphelandra bahiensis (Nees) Wassh.
- Aphelandra bahiensis (Nees) Wassh.
- Aphelandra blanchetiana (Nees) Hook.
- Aphelandra bradeana Rizzini
- Aphelandra chamissoniana Nees
- Aphelandra claussenii Wassh.
- Aphelandra colorata (Vell.) Wassh.
- Aphelandra decorata (Nees) Wassh.
- Aphelandra espirito-santensis Profice & Wassh.
- Aphelandra gigantea (Rizzini) Profice
- Aphelandra grazielae Profice
- Aphelandra harleyi Wassh.
- Aphelandra hirta (Klotzsch) Wassh.
- Aphelandra hymenobracteata Profice
- Aphelandra ignea Nees ex Steud.
- Aphelandra liboniana Linden ex Hook.
- Aphelandra margaritae E.Morren
- Aphelandra marginata Nees & Mart.
- Aphelandra maximiliana (Nees) Benth.
- Aphelandra neesiana Wassh.
- Aphelandra nemoralis Nees
- Aphelandra nitida Nees & Mart.
- Aphelandra nuda Nees
- Aphelandra ornata (Nees) T.Anderson
- Aphelandra paulensis Wassh.
- Aphelandra phrynioides Lindau
- Aphelandra prismatica (Vell.) Hiern
- Aphelandra rigida Glaz. ex Mildbr.
- Aphelandra schottiana (Nees) Profice
- Aphelandra squarrosa Nees
- Aphelandra stephanophysa Nees
- Aphelandra variegata Morel
- Aphelandra wasshausenii Profice

#### Chamaeranthemum
- Chamaeranthemum beyrichii Nees
- Chamaeranthemum gaudichaudii Nees

#### Clistax
- Clistax brasiliensis Mart.

#### Dyschoriste
- Dyschoriste schottiana (Nees) Kobuski
- Dyschoriste smithii Leonard

#### Harpochilus
- Harpochilus phaeocarpus Nees

#### Herpetacanthus
- Herpetacanthus longiflorus Moric.
- Herpetacanthus macahensis Nees
- Herpetacanthus macrophyllus Nees
- Herpetacanthus melancholicus Mart. ex Nees
- Herpetacanthus rubiginosus Nees
- Herpetacanthus tetrandrus (Nees & Mart.) Herter

#### Hygrophila
- Hygrophila oblongifolia Nees
- Hygrophila paraibana Rizzini
- Hygrophila sessilifolia Rizzini

#### Justicia
- Justicia andersonii  Wassh.
- Justicia antirrhina  Nees  &  Mart.
- Justicia araucariensis  Profice
- Justicia beyrichii  (Nees)  Lindau
- Justicia bradeana  Profice
- Justicia bullata  (Nees)  Profice
- Justicia catharinensis  Lindau
- Justicia clausseniana  (Nees)  Profice
- Justicia congrua  (Nees  ex  Mart.)  Lindau
- Justicia cuneifolia  Nees  &  Mart.
- Justicia cydoniifolia  (Nees)  Lindau
- Justicia cyrtantheriformis  (Rizzini)  Profice
- Justicia flosculosa  Profice
- Justicia fulvohirsuta  (Rizzini)  Profice
- Justicia genuflexa  Nees  &  Mart.
- Justicia harleyi  Wassh.
- Justicia hatschbachii  (Rizzini)  Wassh.  &  L.B.Sm.
- Justicia heterophylla  (Nees  ex  Mart.)  Lindau
- Justicia involucrata  (Nees)  Leonard
- Justicia itatiaiensis  Profice
- Justicia kleinii  Wassh.  &  L.B.Sm.
- Justicia luschnathii  Lindau
- Justicia meyeniana  (Nees)  Lindau
- Justicia minensis  Profice
- Justicia nervata  (Lindau)  Profice
- Justicia parabolica  (Nees)  Profice
- Justicia paranaensis  (Rizzini)  Wassh.  &  L.B.Sm.
- Justicia physogaster  Lindau
- Justicia plumbaginifolia  Jacq.
- Justicia pohliana  Profice
- Justicia polita (Nees) Profice
- Justicia pygmaea  Lindau
- Justicia regnellii  Lindau
- Justicia scheidweileri  V.A.W.Graham
- Justicia schenckiana  Lindau
- Justicia sebastianopolitana  Profice
- Justicia sellowiana  Profice
- Justicia symphyantha  (Nees  ex  Mart.)  Lindau
- Justicia tijucensis  V.A.W.Graham
- Justicia trifoliata  Roem.  &  Schult.
- Justicia wasshauseniana  Profice

#### Lepidagathis
- Lepidagathis cuneiformis  Kameyama
- Lepidagathis diffusa  (Nees)  Lindau
- Lepidagathis laxifolia  (Nees)  Kameyama
- Lepidagathis meridionalis  Kameyama
- Lepidagathis nemoralis  (Mart.  ex  Nees)  Kameyama

#### Mendoncia
- Mendoncia bahiensis  Profice
- Mendoncia blanchetiana  Profice

#### Odontonema
- Odontonema amplexicaule  (Nees)  Kuntze
- Odontonema dissitiflorum  (Nees)  Kuntze

#### Pseuderanthemum
- Pseuderanthemum detruncatum  (Nees  ex  Mart.)  Radlk.
- Pseuderanthemum exaequatum  (Nees)  Radlk.
- Pseuderanthemum heterophyllum  (Nees)  Radlk.
- Pseuderanthemum macrophylum  (Nees)  Radlk.
- Pseuderanthemum riedelianum  (Nees)  Radlk.
- Pseuderanthemum verbenaceum  (Nees  &  Mart.)  Radlk.

#### Ruellia
- Ruellia affinis  (Schrad.)  Lindau
- Ruellia blanchetiana  (Moric.)  Lindau
- Ruellia curviflora  Nees  &  Mart.
- Ruellia herbstii  (Hook.)  Hiern
- Ruellia kleinii  C.Ezcurra  &  Wassh.
- Ruellia laxa  (Nees)  Lindau
- Ruellia neowedia  (Nees)  Lindau
- Ruellia reitzii  Wassh.  &  L.B.Sm.
- Ruellia riedeliana  Profice
- Ruellia rubiginosa  (Nees)  Lindau
- Ruellia serrana  Profice
- Ruellia sessilifolia  (Nees)  Lindau
- Ruellia silvaccola  (Mart.  ex  Ness)  Lindau
- Ruellia solitaria  Vell.
- Ruellia subringens  (Nees)  Lindau
- Ruellia subssessilis  (Nees)  Lindau

#### Schaueria
- Schaueria calycotricha  (Link  &  Otto)  Nees
- Schaueria gonyostachya  (Nees  &  Mart.)  Nees
- Schaueria hirsuta  Nees
- Schaueria lachnostachya  Nees
- Schaueria lophura  Nees  &  Mart.
- Schaueria marginata  Nees
- Schaueria maximiliani  Nees
- Schaueria schottii  Nees
- Schaueria sulfurea  Nees
- Schaueria virginea  Nees

#### Sebastianoschaueria
- Sebastiano schaueria oblongata Nees

#### Staurogyne
- Staurogyne alba  Braz  &  R.Monteiro
- Staurogyne anigozanthus  (Nees)  Kuntze
- Staurogyne brachiata  (Hiern)  Leonard
- Staurogyne carvalhoi  Profice
- Staurogyne euryphylla  E.Hossain
- Staurogyne eustachya  Lindau
- Staurogyne itatiaiae  (Wawra)  Leonard
- Staurogyne mandioccana  (Nees)  Kuntze
- Staurogyne parva  Braz  &  R.Monteiro
- Staurogyne riedeliana  (Nees)  Kuntze
- Staurogyne rubescens  Braz  &  R.Monteiro
- Staurogyne sylvatica  Lindau  ex  Braz  &  R.Monteiro
- Staurogyne veronicifolia  (Nees)  Kuntze

#### Stenandrium
- Stenandrium tenellum Nees

#### Stenostephanus
- Stenostephanus lobeliiformis Nees

### Achariaceae

#### Carpotroche
- Carpotroche brasiliensis var. bahiensis Rizzini

#### Kuhlmanniodendron
- Kuhlmanniodendron apterocarpum (Kuhlm.) Fiaschi & Groppo

### Achatocarpaceae

#### Achatocarpus
- Achatocarpus praecox Griseb.

### Agavaceae

#### Hagenbachia
- Hagenbachia brasiliensis Nees & Mart.

#### Herreria
- Herreria grandiflora Griseb.

### Alismataceae

#### Echinodorus
- Echinodorus australis Rataj
- Echinodorus uruguayensis Arechav.

### Alliaceae
| Gêneros: #Nothoscordum |

#### Nothoscordum
- Nothoscordum curvipes Ravenna

### Alstroemeriaceae
| Gêneros: #Alstroemeria |

#### Alstroemeria
- Alstroemeria albescens  M.C.Assis
- Alstroemeria amabilis  M.C.Assis
- Alstroemeria calliantha  M.C.Assis
- Alstroemeria capixaba  M.C.Assis
- Alstroemeria caryophyllaea  Jacq.
- Alstroemeria foliosa  Mart.  ex  Schult.  &  Schult.f.
- Alstroemeria fuscovinosa  Ravenna
- Alstroemeria malmeana  Kraenzl.
- Alstroemeria radula  Dusén
- Alstroemeria ribeirensis  Ravenna
- Alstroemeria riedeliana  Audot.
- Alstroemeria sellowiana  Seub.  ex  Schenk
- Alstroemeria speciosa  M.C.Assis
- Alstroemeria variegata  M.C.Assis

### Amaranthaceae

#### Celosia
- Celosia corymbifera  Didr.

#### Gomphrena
- Gomphrena scandens  (R.E.Fr.)  J.C.Siqueira

#### Lecosia
- Lecosia formicarum  Pedersen
- Lecosia oppositifolia  Pedersen

#### Quaternella
- Quaternella glabratoides  (Suess.)  Pedersen

### Amaryllidaceae

#### Eithea
- Eithea blumenavia  (Koch  &  Bouché)  Ravenna

#### Griffinia
- Griffinia alba  Preuss  &  Meerow
- Griffinia arifolia  Ravenna
- Griffinia colatinensis  Ravenna
- Griffinia concinna  (Mart.)  Ravenna
- Griffinia cordata  K.D.Preuss  &  Meerow
- Griffinia espiritensis  Ravenna
- Griffinia hyacinthina  Ker  Gawl.
- Griffinia ilheusiana  Ravenna
- Griffinia intermedia  Lindl.
- Griffinia itambensis  Ravenna
- Griffinia leucantha  K.D.Preuss
- Griffinia mucurina  Ravenna
- Griffinia parviflora  Ker  Gawl.
- Griffinia paubrasilica  Ravenna
- Griffinia rochae  Morel

#### Habranthus
- Habranthus concinnus  Ravenna

#### Hippeastrum
- Hippeastrum aulicum  Herb.
- Hippeastrum blossfeldiae  (Traub  &  J.L.Doran)  Van  Scheepen
- Hippeastrum brasilianum  (Traub  &  J.L.Doran)  Dutilh
- Hippeastrum hemographes  (Ravenna)  Dutilh
- Hippeastrum marumbiense  (Ravenna)  Van  Scheepen
- Hippeastrum morelianum  Lem.
- Hippeastrum papilio  (Ravenna)  Van  Scheepen
- Hippeastrum psittacinum  Herb.
- Hippeastrum santacatarina  (Traub)  Dutilh

#### Worsleya
- Worsleya rayneri  (Hook.f.)  Traub  &  Moldenke

#### Zephyranthes
- Zephyranthes amoena  Ravenna
- Zephyranthes capivarina  Ravenna
- Zephyranthes gratissima  Ravenna
- Zephyranthes lagesiana  Ravenna
- Zephyranthes paranaensis  Ravenna

### Anacardiaceae

#### Schinus
- Schinus spinosus  Engl.

#### Spondias
- Spondias macrocarpa  Engl.

### Annonaceae

#### Anaxagorea
- Anaxagorea silvatica  R.E.Fr.

#### Annona
- Annona acutiflora  Mart.
- Annona bahiensis  (Maas  &  Westra)  H.Rainer
- Annona dolabripetala  Raddi
- Annona ferruginea  (R.E.Fr.)  H.Rainer
- Annona leptopetala  (R.E.Fr.)  H.Rainer
- Annona neolaurifolia  H.Rainer
- Annona neosericea  H.Rainer
- Annona parviflora  (A.St.-Hil.)  H.Rainer
- Annona pickelii  (Diels)  H.Rainer
- Annona salzmannii  A.DC.
- Annona sylvatica  A.St.-Hil.
- Annona ubatubensis  (Maas  &  Westra)  H.Rainer
- Annona xylopiifolia  A.St.-Hil.  &  Tul.

#### Bocagea
- Bocagea longepedunculata  Mart.

#### Duguetia
- Duguetia bahiensis  Maas
- Duguetia chrysocarpa  Maas
- Duguetia magnolioidea  Maas
- Duguetia microphylla  (R.E.Fr.)  R.E.Fr.
- Duguetia moricandiana  Mart.
- Duguetia pohliana  Mart.
- Duguetia restingae  Maas
- Duguetia reticulata  Maas
- Duguetia riedeliana  R.E.Fr.
- Duguetia salicifolia  R.E.Fr.
- Duguetia scottmorii  Maas
- Duguetia sessilis  (Vell.)  Maas
- Duguetia sooretamae  Maas

#### Guateria
- Guatteria australis  A.St.-Hil.
- Guatteria campestris  R.E.Fr.
- Guatteria candolleana  Schltdl.
- Guatteria elliptica  R.E.Fr.
- Guatteria ferruginea  A.St.-Hil.
- Guatteria latifolia  R.E.Fr.
- Guatteria macropus  Mart.
- Guatteria oligocarpa  Mart.
- Guatteria pogonopus  Mart.
- Guatteria pohliana  Schltdl.
- Guatteria villosissima  A.St.-Hil.

#### Hornschuchia
- Hornschuchia alba  (A.St.-Hil.)  R.E.Fr.
- Hornschuchia bryotrophe  Nees
- Hornschuchia cauliflora  Maas  &  Setten
- Hornschuchia citriodora  D.M.Johnson
- Hornschuchia leptandra  D.M.Johnson
- Hornschuchia lianarum  D.M.Johnson
- Hornschuchia myrtillus  Nees
- Hornschuchia obliqua  Maas  &  Setten
- Hornschuchia polyantha  Maas
- Hornschuchia santosii  D.M.Johnson

#### Malmea
- Malmea obovata  R.E.Fr.

#### Oxandra
- Oxandra martiana  (Schltdl.)  R.E.Fr.
- Oxandra nitida  R.E.Fr.

#### Porcelia
- Porcelia macrocarpa  (Warm.)  R.E.Fr.

#### Pseudoxandra
- Pseudoxandra bahiensis  Maas
- Pseudoxandra spiritus-sancti  Maas

#### Trigynaea
- Trigynaea axilliflora  D.M.Johnson  &  N.A.Muray
- Trigynaea oblongifolia  Schltdl.

#### Unonopsis
- Unonopsis aurantiaca  Maas  &  Westra
- Unonopsis bahiensis  Maas  &  Orava
- Unonopsis bauxitae  Maas  et  al.
- Unonopsis renati  Maas  &  Westra
- Unonopsis riedeliana  R.E.Fr.
- Unonopsis sanctae-teresae  Maas  &  Westra

#### Xylopia
- Xylopia brasiliensis  Spreng.
- Xylopia decorticans  D.M.Johnson  &  Lobão
- Xylopia involucrata  M.C.Dias  &  Kinoshita
- Xylopia langsdorfiana  A.St.-Hil.  &  Tul.
- Xylopia ochrantha  Mart.

### Apiaceae

#### Eryngium
- Eryngium aloifolium  Mart.  ex  Urb.
- Eryngium canaliculatum  Cham.  &  Schltdl.
- Eryngium corallinum  Mathias  &  Constance
- Eryngium dusenii  H.Wolff
- Eryngium falcifolium  Irgang
- Eryngium fluminense  Urb.
- Eryngium glaziovianum  Urb.
- Eryngium koehneanum  Urb.
- Eryngium ombrophilum  Dusén  &  H.Wolff
- Eryngium proliferum  Brade
- Eryngium ramboanum  Mathias  &  Constance
- Eryngium raulinii  Mathias  &  Constance
- Eryngium reitzii  Mathias  &  Constance
- Eryngium smithii  Mathias  &  Constance
- Eryngium urbanianum  H.Wolff
- Eryngium zosterifolium  H.Wolff

#### Lilaeopsis
- Lilaeopsis tenuis  A.W.Hill

### Apocynaceae

#### Allamanda
- Allamanda martii  Müll.Arg.
- Allamanda polyantha  Müll.Arg.
- Allamanda schottii  Pohl

#### Aspidosperma
- Aspidosperma compactinervium  Kuhlm.
- Aspidosperma illustre  (Vell.)  Kuhlm.  &  Pirajá
- Aspidosperma ingratum  K.Schum.
- Aspidosperma limae  Woodson
- Aspidosperma nemorale  Handro
- Aspidosperma olivaceum  Müll.Arg.
- Aspidosperma thomasii  Marc.-Ferr.
- Aspidosperma warmingii  Müll.Arg.

#### Bahiella
- Bahiella blanchetii  (A.DC.)  J.F.Morales
- Bahiella infundibuliflora  J.F.Morales

#### Blepharodon
- Blepharodon costae  Fontella  &  Morillo

#### Condylocarpon
- Condylocarpon glabrum  Müll.Arg.

#### Cynanchum
- Cynanchum brasiliense  (Morillo)  Liede

#### Ditassa
- Ditassa arianeae  Fontella  &  E.A.Schwarz
- Ditassa banksii  R.Br.  ex  Schult.
- Ditassa bicolor  Decne.
- Ditassa congesta  E.Fourn.
- Ditassa duartei  Fontella  &  T.U.P.Konno
- Ditassa edmundoi  Fontella  &  Valente
- Ditassa fontellae  Marquete  &  C.Valente
- Ditassa gracilis  Hand.-Mazz.
- Ditassa guilleminiana  Decne.
- Ditassa imbricata  E.Fourn.
- Ditassa leonii  Fontella  &  T.U.P.Konno
- Ditassa maricaensis  Fontella  &  E.A.Schwarz
- Ditassa nitida  Decne.
- Ditassa oberdanii  Fontella  &  M.C.Alvarez
- Ditassa subumbellata  Malme

#### Forsteronia
- Forsteronia australis  Müll.Arg.
- Forsteronia cordata  (Müll.Arg.)  Woodson
- Forsteronia leptocarpa  (Hook.  &  Arn.)  A.DC.
- Forsteronia linearis  (Vell.)  Müll.Arg.
- Forsteronia montana  Müll.Arg.
- Forsteronia pilosa  (Vell.)  Müll.Arg.

#### Gonobolus
- Gonolobus dorothyanus  Fontella

#### Hypobolus
- Hypolobus infractus  E.Fourn.

#### Jobina
- Jobinia grandis  (Hand.-Mazz.)  Fontella  &  Goes
- Jobinia hatschbachii  Fontella  &  E.A.Schwarz
- Jobinia longicoronata  Goes  &  Fontella
- Jobinia paranaensis  Fontella  &  Valente

#### Kerbera
- Kerbera eichleri  E.Fourn.

#### Lacmellea
- Lacmellea bahiensis  J.F.Morales
- Lacmellea pauciflora  (Kuhlm.)  Markgr.

#### Macroditassa
- Macroditassa grandiflora  (E.Fourn.)  Malme
- Macroditassa laxa  (Malme)  Fontella  &  de  Lamare
- Macroditassa macrophylla  Malme
- Macroditassa marianae  Fontella  &  M.V.Ferreira
- Macroditassa morilloana  Fontella  &  M.V.Ferreira
- Macroscepis magnifica  Malme

#### Malouetia
- Malouetia cestroides  (Nees  ex  Mart.)  Müll.Arg.

#### Mandevilla
- Mandevilla clandestina  J.F.Morales
- Mandevilla crassinoda  (Gardner)  Woodson
- Mandevilla fragrans  (Stadelm.)  Woodson
- Mandevilla funiformis  (Vell.)  K.Schum.
- Mandevilla guanabarica  Casar.  ex  M.F.Sales  et  al.
- Mandevilla immaculata  Woodson
- Mandevilla lucida  Woodson
- Mandevilla pendula  (Ule)  Woodson
- Mandevilla permixta  Woodson
- Mandevilla sellowii  (Müll.Arg.)  Woodson
- Mandevilla splendens  (Hook.f.)  Woodson
- Mandevilla urceolata  Markgr.
- Mandevilla urophylla  (Hook.f.)  Woodson
- Mandevilla venulosa  (Müll.Arg.)  Woodson

#### Marsdenia
- Marsdenia amorimii  Morillo
- Marsdenia carvalhoi  Morillo  &  Carnevali
- Marsdenia dorothyae  Fontella  &  Morillo
- Marsdenia fontellana  Morillo  &  Carnevali
- Marsdenia glaziovii  (E.Fourn.)  Spellman  &  Morillo
- Marsdenia hatschbachii  Morillo
- Marsdenia loniceroides  (Hook.)  E.Fourn.
- Marsdenia montana  Malme
- Marsdenia otoniense  Fontella  &  Morillo

#### Matelea
- Matelea bahiensis  Morillo  &  Fontella
- Matelea barrosiana  Fontella
- Matelea capillacea  (E.Fourn.)  Fontella  &  E.A.Schwarz
- Matelea demuneri  Goes  &  Fontella
- Matelea dusenii  Morillo
- Matelea fournieri  Morillo
- Matelea glaziovii  (E.Fourn.)  Morillo
- Matelea hatschbachii  (Fontella  &  Valente)  Morillo
- Matelea marcoassisii  Fontella
- Matelea pyrrhotricha  (Decne.)  Fontella
- Matelea quinquedentata  (E.Fourn.)  Morillo
- Matelea reitzii  Fontella
- Matelea riparia  Morillo
- Matelea santosii  Morillo  &  Fontella

#### Minaria
- Minaria monocoronata  (Rapini)  T.U.P.Konno  &  Rapini

#### Odontadenia
- Odontadenia gracilipes  (Stadelm.)  Woodson

#### Orthosia
- Orthosia arenosa  Decne.
- Orthosia dusenii  (Malme)  Fontella
- Orthosia eichleri  E.Fourn.
- Orthosia hatschbachii  Fontella  &  Goes
- Orthosia itatiaiensis  Malme
- Orthosia latipes  (Decne.)  Malme
- Orthosia loandensis  Fontella  &  Valente
- Orthosia multiflora  E.Fourn.
- Orthosia parviflora  (E.Fourn.)  Liede  &  Meve
- Orthosia umbrosa  Decne.
- Orthosia urceolata  E.Fourn.
- Orthosia virgata  (Poir.)  E.Fourn.

#### Oxypetalum
- Oxypetalum alpinum  (Vell.)  Fontella
- Oxypetalum boudettii  Fontella  &  Goes
- Oxypetalum burchellii  (E.Fourn.)  Malme
- Oxypetalum coalitum  E.Fourn.
- Oxypetalum costae  Occhioni
- Oxypetalum dusenii  Malme
- Oxypetalum glaziovianum  Loes.
- Oxypetalum glaziovii  (E.Fourn.)  Fontella  &  Marquete
- Oxypetalum gyrophyllum  Farinaccio  &  Mello-Silva
- Oxypetalum hoehnei  Malme
- Oxypetalum humile  (Morong)  Hassl.
- Oxypetalum kleinii  Fontella  &  Marquete
- Oxypetalum laciniatum  Rapini  &  Farinaccio
- Oxypetalum lanatum  Decne.  ex  E.Fourn.
- Oxypetalum leonii  Fontella
- Oxypetalum lutescens  E.Fourn.
- Oxypetalum malmei  Hoehne
- Oxypetalum mexiae  Malme
- Oxypetalum morilloanum  Fontella
- Oxypetalum oblanceolatum  Farinaccio  &  Mello-Silva
- Oxypetalum obtusifolium  Malme
- Oxypetalum patulum  E.Fourn.
- Oxypetalum pedicellatum  Decne.
- Oxypetalum pilosum  Gardner
- Oxypetalum rariflorum  Malme
- Oxypetalum reitzii  Fontella  &  Marquete
- Oxypetalum schottii  E.Fourn.
- Oxypetalum tubatum  Malme

#### Peplonia
- Peplonia asteria  (Vell.)  Fontella  &  E.A.Schwarz
- Peplonia axillaris  (Vell.)  Fontella  &  Rapini
- Peplonia hatschbachii  (Fontella  &  de  Lamare)  Fontella  &  Rapini
- Peplonia riedelii  (E.Fourn.)  Fontella  &  Rapini

#### Prestonia
- Prestonia didyma  (Vell.)  Woodson
- Prestonia dusenii  (Malme)  Woodson
- Prestonia solanifolia  (Müll.Arg.)  Woodson

#### Rauvolfia
- Rauvolfia atlantica  Emygdio
- Rauvolfia bahiensis  A.DC.
- Rauvolfia capixabae  I.Koch  &  Kin.-Gouv.
- Rauvolfia grandiflora  Mart.
- Rauvolfia moricandii  A.DC.
- Rauvolfia pruinosifolia  I.Koch  &  Kin.-Gouv.
- Rauvolfia sellowii  Müll.Arg.

#### Schistogyne
- Schistogyne sylvestris  Hook.  &  Arn.

#### Temnadenia
- Temnadenia odorifera  (Vell.)  J.F.Morales

### Apodanthaceae

#### Pilostyles
- Pilostyles stawiarskii  Vattimo

### Aquifoliaceae

#### Ilex
- Ilex biserrulata  Loes.
- Ilex blanchetii  Loes.
- Ilex buxifolia  Gardner
- Ilex chamaedryfolia  Reissek
- Ilex cognata  Reissek
- Ilex congonhinha  Loes.
- Ilex floribunda  Reissek  ex  Maxim.
- Ilex friburgensis  Loes.
- Ilex glazioviana  Loes.
- Ilex integerrima  (Vell.)  Reissek
- Ilex longipetiolata  Loes.
- Ilex microdonta  Reissek
- Ilex organensis  Loes.
- Ilex psammophila  Mart.  ex  Reissek
- Ilex sapotifolia  Reissek
- Ilex schwackeana  Loes.
- Ilex taubertiana  Loes.
- Ilex virgata  Loes.

### Araceae

#### Anthurium
- Anthurium acutum  N.E.Br.
- Anthurium aduncum  (Vell.)  Schott
- Anthurium alcatrazense  Nadruz  &  Cath.
- Anthurium ameliae  Nadruz  &  Cath.
- Anthurium augustinum  K.Koch  &  Lauche
- Anthurium bellum  Schott
- Anthurium binotii  Linden
- Anthurium bocainense  Cath.  &  Nadruz
- Anthurium boudetii  Nadruz
- Anthurium bragae  Nadruz
- Anthurium cleistanthum  G.M.Barroso
- Anthurium comtum  Schott
- Anthurium coriaceum  G.Don
- Anthurium cultrifolium  Schott
- Anthurium eichleri  Engl.
- Anthurium ensifolium  Bogner  &  E.G.Gonç.
- Anthurium fontellanus  Nadruz  &  Leoni
- Anthurium fragae  Nadruz
- Anthurium galeottii  K.Koch
- Anthurium gaudichaudianum  Kunth
- Anthurium geitnerianum  Regel
- Anthurium gladiifolium  Schott
- Anthurium gomesianum  Nadruz
- Anthurium harrisii  (Graham)  G.Don
- Anthurium hoehnei  K.Krause
- Anthurium ianthinopodum  (Schott  ex  Engl.)  Nadruz  &  Mayo
- Anthurium illepidum  Schott
- Anthurium inconspicuum  N.E.Br.
- Anthurium intermedium  Kunth
- Anthurium itanhaense  Engl.
- Anthurium jureianum  Cath.  &  Olaio
- Anthurium lacerdae  Reitz
- Anthurium langsdorffii  Schott
- Anthurium laucheanum  K.Koch
- Anthurium leonii  E.G.Gonç.
- Anthurium lhotzkyanum  Schott
- Anthurium loefgrenii  Engl.
- Anthurium longicuspidatum  Engl.
- Anthurium longifolium  (Hoffmanns.)  G.Don
- Anthurium longipes  N.E.Br.
- Anthurium lucidum  Kunth
- Anthurium lucioi  Nadruz
- Anthurium luschnathianum  Kunth
- Anthurium marense  K.Krause
- Anthurium maricense  Nadruz  &  Mayo
- Anthurium maximilianii  Schott
- Anthurium microphyllum  (Raf.)  G.Don
- Anthurium miquelianum  C.Koch  &  Augustin
- Anthurium mourae  Engl.
- Anthurium navicularis  Cath.  &  Nadruz
- Anthurium nitidulum  Engl.
- Anthurium organense  Engl.
- Anthurium parasiticum  (Vell.)  Stellfeld
- Anthurium parvum  N.E.Br.
- Anthurium pilonense  Reitz
- Anthurium purpureum  N.E.Br.
- Anthurium radicans  K.Koch  &  Haage
- Anthurium regnellianum  Engl.
- Anthurium santaritensis  Nadruz  &  Croat
- Anthurium sellowianum  Kunth
- Anthurium simonii  Nadruz
- Anthurium sucrii  G.M.Barroso
- Anthurium tomasiae  Cath.  &  Nadruz
- Anthurium undatum  Schott
- Anthurium unense  Cath.  &  Nadruz
- Anthurium urvilleanum  Schott
- Anthurium validinervium  Engl.
- Anthurium victorii  Nadruz  &  Cath.
- Anthurium viridispathum  E.G.Gonç.
- Anthurium xanthophylloides  G.M.Barroso

#### Asterostigma
- Asterostigma columbrinum  Schott
- Asterostigma concinnum  Schott
- Asterostigma cubense  (A.Rich.)  K.Krause  ex  Bogner
- Asterostigma lombardii  E.G.Gonç.
- Asterostigma reticulatum  E.G.Gonç.
- Asterostigma riedelianum  (Schott)  Kuntze
- Asterostigma tweedianum  Schott

#### Dracontioides
- Dracontioides salvianii  E.G.Gonç.

#### Heteropsis
- Heteropsis rigidifolia  Engl.
- Heteropsis salicifolia  Kunth

#### Philodendron
- Philodendron adamantinum  Mart.  ex  Schott
- Philodendron aemulum  Schott
- Philodendron alternans  Schott
- Philodendron altomacaense  Nadruz  &  Mayo
- Philodendron appendiculatum  Nadruz  &  Mayo
- Philodendron bahiense  Engl.
- Philodendron bipennifolium  Schott
- Philodendron biribiriense  Sakur.  &  Mayo
- Philodendron blanchetianum  Schott
- Philodendron brasiliense  Engl.
- Philodendron cordatum  Kunth  ex  Schott
- Philodendron crassinervium  Lindl.
- Philodendron crassum  Rendle
- Philodendron curvilobum  Schott
- Philodendron edmundoi  G.M.Barroso
- Philodendron eximium  Schott
- Philodendron fragile  Nadruz  &  Mayo
- Philodendron glaziovii  Hook.f.
- Philodendron hastatum  K.Koch  &  Sello
- Philodendron hatschbachii  Nadruz  &  Mayo
- Philodendron inops  Schott
- Philodendron kautskyi  G.S.Bunting
- Philodendron loefgrenii  Engl.
- Philodendron longilaminatum  Schott
- Philodendron martianum  Engl.
- Philodendron millerianum  Nadruz  &  Sakur.
- Philodendron missionum  (Hauman)  Hauman
- Philodendron obliquifolium  Engl.
- Philodendron oblongum  (Vell.)  Kunth
- Philodendron paludicola  E.G.Gonç.  &  Salviani
- Philodendron propinquum  Schott
- Philodendron recurvifolium  Schott
- Philodendron renauxii  Reitz
- Philodendron roseopetiolatum  Nadruz  &  Mayo
- Philodendron simonianum  Sakur.
- Philodendron sonderianum  Schott
- Philodendron speciosum  Schott  ex  Endl.
- Philodendron spiritus-sancti  G.S.Bunting
- Philodendron stenolobum  E.G.Gonç.
- Philodendron tenuispadix  E.G.Gonç.
- Philodendron vargealtense  Sakur.

#### Spathicarpa
- Spathicarpa sagittifolia  Schott

#### Spathiphyllum
- Spathiphyllum grazielae  L.B.Sm.

#### Xanthosoma
- Xanthosoma riedelianum  (Schott)  Schott

#### Zomicarpa
- Zomicarpa steigeriana  Maxim.  ex  Schott

### Araliaceae

#### Dendropanax
- Dendropanax amorimii  Fiaschi
- Dendropanax australis  Fiaschi  &  Jung-Mend.
- Dendropanax bahiensis  Fiaschi
- Dendropanax brasiliensis  (Seem.)  Frodin
- Dendropanax caudatus  Fiaschi
- Dendropanax denticulatus  Fiaschi
- Dendropanax exilis  (Toledo)  S.L.Jung
- Dendropanax geniculatus  Fiaschi
- Dendropanax heterophyllus  (Marchal)  Frodin
- Dendropanax langsdorfii  (Marchal)  Frodin
- Dendropanax monogynus  (Vell.)  Seem.
- Dendropanax nebulosus  Fiaschi  &  Jung-Mend.
- Dendropanax trilobus  (Gardner)  Seem.

#### Hydrocotyle
- Hydrocotyle alpestris  Gardner
- Hydrocotyle barbarossa  Cham.  &  Schltdl.
- Hydrocotyle bradei  Rossberg
- Hydrocotyle itatiaiensis  Brade
- Hydrocotyle langsdorffii  DC.
- Hydrocotyle ulei  H.Wolff

#### Oreopanax
- Oreopanax fulvus  Marchal

#### Schefflera
- Schefflera angustissima  (Marchal)  Frodin
- Schefflera aurata  Fiaschi
- Schefflera capixaba  Fiaschi
- Schefflera grandigemma  Fiaschi
- Schefflera kollmannii  Fiaschi
- Schefflera longipetiolata  (Pohl  ex  DC.)  Frodin  &  Fiaschi
- Schefflera racemifera  Fiaschi  &  Frodin
- Schefflera ruschiana  Fiaschi  &  Pirani
- Schefflera selloi  (Marchal)  Frodin  &  Fiaschi
- Schefflera succinea  Frodin  &  Fiaschi

### Aristolochiaceae

#### Aristolochia
- Aristolochia bahiensis  F.González
- Aristolochia cynanchifolia  Mart.  &  Zucc.
- Aristolochia hypoglauca  Kuhlm.
- Aristolochia limai  Hoehne
- Aristolochia longispathulata  F.González
- Aristolochia nevesarmondiana  Hoehne
- Aristolochia odora  Steud.
- Aristolochia paulistana  Hoehne
- Aristolochia raja  Mart.  &  Zucc.

### Asteraceae

#### Baccharis
- Baccharis alpestris  Gardner
- Baccharis altimontana  G.Heiden  et  al.
- Baccharis angusticeps  Dusén  ex  Malme
- Baccharis apicifoliosa  A.A.Schneid.  &  Boldrini
- Baccharis arassatubaensis  Malag.
- Baccharis bifrons  Baker
- Baccharis burchellii  Baker
- Baccharis ciliata  Gardner
- Baccharis conyzoides  (Less.)  DC.
- Baccharis coronata  Giuliano
- Baccharis curitybensis  Heering  ex  Malme
- Baccharis deblei  A.S.Oliveira  &  Marchiori
- Baccharis dubia  Deble  &  A.S.Oliveira
- Baccharis erioclada  DC.
- Baccharis flexuosiramosa  A.A.Schneid.  &  Boldrini
- Baccharis friburgensis  G.Heiden  et  al.
- Baccharis grandimucronata  Malag.
- Baccharis leucocephala  Dusén
- Baccharis lymanii  G.M.Barroso  ex  G.Heiden
- Baccharis macrophylla  Dusén
- Baccharis maxima  Baker
- Baccharis mesoneura  DC.
- Baccharis nummularia  Heering  ex  Malme
- Baccharis opuntioides  Mart.  ex  Baker
- Baccharis oreophila  Malme
- Baccharis organensis  Baker
- Baccharis palustris  Heering
- Baccharis paranensis  Heering  &  Dusén
- Baccharis parvidentata  Malag.
- Baccharis pauciflosculosa  DC.
- Baccharis psammophila  Malme
- Baccharis pseudomyriocephala  Malag.
- Baccharis pseudovaccinioides  Malag.
- Baccharis regnellii  Sch.Bip.  ex  Baker
- Baccharis scabrifolia  G.Heiden
- Baccharis selloi  Baker
- Baccharis stylosa  Gardner
- Baccharis suberectifolia  A.S.Oliveira  &  Deble
- Baccharis trilobata  A.S.Oliveira  &  Marchiori
- Baccharis trineura  Soria  &  Zardini
- Baccharis uleana  Malag.
- Baccharis uncinella  DC.
- Baccharis wagenitzii  (F.H.Hellw.)  Joch.Müll.

#### Conyza
- Conyza catharinensis  Cabrera
- Conyza reitziana  Cabrera
- Conyza retirensis  Cabrera

#### Hysterionica
- Hysterionica pinnatiloba  Matzenb.  &  Sobral
- Hysterionica pinnatisecta  Matzenb.  &  Sobral

#### Leptostelma
- Leptostelma camposportoi  (Cabrera)  A.M.Teles  &  Sobral
- Leptostelma catharinensis  (Cabrera)  A.M.Teles  &  Sobral

#### Noticastrum
- Noticastrum malmei  Zardini

#### Podocoma
- Podocoma asperrima  Dusén  ex  Malme
- Podocoma hieraciifolia  (Poir.)  Cass.
- Podocoma rivularis  (Gardner)  G.L.Nesom

#### Dasyphyllum
- Dasyphyllum cryptocephalum  (Baker)  Cabrera
- Dasyphyllum lanceolatum  (Less.)  Cabrera
- Dasyphyllum leptacanthum  (Gardner)  Cabrera
- Dasyphyllum orthacanthum  (DC.)  Cabrera
- Dasyphyllum spinescens  (Less.)  Cabrera

#### Hypochaeris
- Hypochaeris catharinensis  Cabrera
- Hypochaeris gardneri  Baker

#### Adenostemma
- Adenostemma involucratum  R.M.King  &  H.Rob.

#### Austrocritonia
- Austrocritonia rosea  (Gardner)  R.M.King  &  H.Rob.
- Austrocritonia taunayana  (Glaz.  ex  B.L.Rob.)  R.M.King  &  H.Rob.

#### Austroeupatorium
- Austroeupatorium morii  R.M.King  &  H.Rob.
- Austroeupatorium petrophilum  (B.L.Rob.)  R.M.King  &  H.Rob.

#### Barrosoa
- Barrosoa apiculata  (Gardner)  R.M.King  &  H.Rob.
- Barrosoa atlantica  R.M.King  &  H.Rob.

#### Campovassouria
- Campovassouria barbosae  H.Rob.

#### Campuloclinium
- Campuloclinium parvulum  (Glaz.)  R.M.King  &  H.Rob.
- Campuloclinium tubaracense  (Hieron.)  R.M.King  &  H.Rob.

#### Chromolaena
- Chromolaena adenolepis  (Sch.Bip.  ex  Baker)  R.M.King  &  H.Rob.
- Chromolaena angusticeps  (Malme)  R.M.King  &  H.Rob.
- Chromolaena kleinii  (Cabrera)  R.M.King  &  H.Rob.
- Chromolaena palmaris  (Sch.Bip.  ex  Baker)  R.M.King  &  H.Rob.
- Chromolaena porphyrolepis  (Baker)  R.M.King  &  H.Rob.
- Chromolaena ulei  (Hieron.)  R.M.King  &  H.Rob.
- Chromolaena umbelliformis  (Dusén)  R.M.King  &  H.Rob.

#### Dasycondylus
- Dasycondylus debeauxii  (B.L.Rob.)  R.M.King  &  H.Rob.
- Dasycondylus hirsutissimus  (Baker)  R.M.King  &  H.Rob.
- Dasycondylus resinosus  (Spreng.)  R.M.King  &  H.Rob.
- Dasycondylus santosii  R.M.King  &  H.Rob.

#### Diacranthera
- Diacranthera crenata  (Schltdl.  ex  Mart.)  R.M.King  &  H.Rob.
- Diacranthera hebeclinia  H.Rob.
- Diacranthera ulei  R.M.King  &  H.Rob.

#### Disynaphia
- Disynaphia ericoides  (DC.)  R.M.King  &  H.Rob.
- Disynaphia variolata  (B.L.Rob.)  R.M.King  &  H.Rob.

#### Eupatoriopsis
- Eupatoriopsis hoffmanniana  Hieron.

#### Fleischmannia
- Fleischmannia dissolvens  (Baker)  R.M.King  &  H.Rob.
- Fleischmannia microstemon  (Cass.)  R.M.King  &  H.Rob.

#### Grazielia
- Grazielia coriacea  (Scheele)  R.M.King  &  H.Rob.
- Grazielia nummularia  (Hook.  &  Arn.)  R.M.King  &  H.Rob.

#### Gyptidium
- Gyptidium trichobasis  (Baker)  R.M.King  &  H.Rob.

#### Hatschbachiella
- Hatschbachiella polyclada  (Dusén  ex  Malme)  R.M.King  &  H.Rob.

#### Heterocondylus
- Heterocondylus jaraguensis  (B.L.Rob.)  R.M.King  &  H.Rob.
- Heterocondylus reitzii  R.M.King  &  H.Rob.

#### Idiothamnus
- Idiothamnus pseudorgyalis  R.M.King  &  H.Rob.

#### Koanophyllon
- Koanophyllon baccharifolium  (Gardner)  R.M.King  &  H.Rob.
- Koanophyllon lobatifolium  (Cabrera)  R.M.King  &  H.Rob.
- Koanophyllon tricephalotes  (Sch.Bip.  ex  Baker)  R.M.King  &  H.Rob.

#### Litothamnus
- Litothamnus ellipticus  R.M.King  &  H.Rob.

#### Macropodina
- Macropodina bradei  R.M.King  &  H.Rob.
- Macropodina reitzii  R.M.King  &  H.Rob.

#### Malmeanthus
- Malmeanthus catharinensis  R.M.King  &  H.Rob.
- Malmeanthus hilarii  (B.L.Rob.)  R.M.King  &  H.Rob.

#### Mikania
- Mikania additicia  B.L.Rob.
- Mikania alexandreae  G.M.Barroso
- Mikania barrosoana  G.M.Barroso
- Mikania belemii  R.M.King  &  H.Rob.
- Mikania biformis  DC.
- Mikania bradei  B.L.Rob.
- Mikania brunnescens  B.L.Rob.
- Mikania buddleiaefolia  DC.
- Mikania cabrerae  G.M.Barroso
- Mikania camporum  B.L.Rob.
- Mikania campos-portoana  G.M.Barroso
- Mikania casarettoi  B.L.Rob.
- Mikania clematidifolia  Dusén
- Mikania coarctata  Gardner
- Mikania confertissima  Sch.Bip.
- Mikania diversifolia  DC.
- Mikania duckei  G.M.Barroso
- Mikania erioclada  DC.
- Mikania eriostrepta  B.L.Rob.
- Mikania firmula  Baker
- Mikania glaziovii  Baker
- Mikania hastato-cordata  Malme
- Mikania hastifolia  Baker
- Mikania hoehnei  B.L.Rob.
- Mikania hoffmanniana  Dusén
- Mikania inordinata  R.M.King  &  H.Rob.
- Mikania kubitzkii  R.M.King  &  H.Rob.
- Mikania leptotricha  Baker
- Mikania longipes  Baker
- Mikania mattos-silvae  R.M.King  &  H.Rob.
- Mikania microlepis  Baker
- Mikania morii  R.M.King  &  H.Rob.
- Mikania myriocephala  DC.
- Mikania nana  W.C.Holmes
- Mikania nigricans  Gardner
- Mikania nodulosa  Sch.Bip.
- Mikania obsoleta  (Vell.)  G.M.Barroso
- Mikania oliveirae  R.Esteves  &  Capel
- Mikania oreophila  Ritter  &  Miotto
- Mikania orleansensis  Hieron.
- Mikania oxylepis  Sch.Bip.  ex  Baker
- Mikania pacei  W.C.Holmes
- Mikania paniculata  DC.
- Mikania paranahybensis  G.M.Barroso
- Mikania paranensis  Dusén
- Mikania pernambucensis  Gardner
- Mikania pseudohoffmanniana  G.M.Barroso
- Mikania rufescens  Sch.Bip.  ex  Baker
- Mikania santosii  R.M.King  &  H.Rob.
- Mikania scabrida  Baker
- Mikania sericea  Hook.  &  Arn.
- Mikania smaragdina  Dusén  ex  Malme
- Mikania stenomeres  B.L.Rob.
- Mikania stipulacea  Willd.
- Mikania testudinaria  DC.
- Mikania trinervis  Hook.  &  Arn.
- Mikania ulei  Hieron.
- Mikania vauthieriana  Baker
- Mikania viminea  DC.

#### Neocabreria
- Neocabreria catharinensis  (Cabrera)  R.M.King  &  H.Rob.
- Neocabreria mexiae  R.M.King  &  H.Rob.
- Neocabreria pennivenia  (B.L.Rob.)  R.M.King  &  H.Rob.
- Neocabreria serrulata  (DC.)  R.M.King  &  H.Rob.

#### Praxelis
- Praxelis odontodactyla  (B.L.Rob.)  R.M.King  &  H.Rob.

#### Prolobus
- Prolobus nitidulus  (Baker)  R.M.King  &  H.Rob.

#### Stevia
- Stevia catharinensis  Cabrera  &  Vittet
- Stevia crenulata  Baker
- Stevia decussata  Baker
- Stevia dubia  B.L.Rob.
- Stevia involucrata  Sch.Bip.  ex  Baker
- Stevia menthaefolia  Sch.Bip.
- Stevia myriadenia  Sch.Bip.  ex  Baker
- Stevia organensis  Gardner
- Stevia riedelli  Sch.Bip.  ex  Baker
- Stevia verticillata  Schltdl.

#### Steyermarkina
- Steyermarkina dusenii  (Malme)  R.M.King  &  H.Rob.
- Steyermarkina pyrifolia  (DC.)  R.M.King  &  H.Rob.

#### Symphyopappus
- Symphyopappus casarettoi  B.L.Rob.
- Symphyopappus lymansmithii  B.L.Rob.
- Symphyopappus myricifolius  B.L.Rob.
- Symphyopappus reitzii  (Cabrera)  R.M.King  &  H.Rob.

#### Trichogoniopsis
- Trichogoniopsis podocarpa  (DC.)  R.M.King  &  H.Rob.

#### Achyrocline
- Achyrocline disjuncta  Hemsl.
- Achyrocline luisiana  Deble
- Achyrocline ribasiana  Deble  &  Marchiori

#### Chionolaena
- Chionolaena capitata  (Baker)  Freire
- Chionolaena isabellae  Baker
- Chionolaena phylicoides  (Gardner)  Baker
- Chionolaena wittigiana  Baker

#### Gamochaeta
- Gamochaeta grazielae  (Rizzini)  Deble

#### Gochnatia
- Gochnatia argyrea  (Dusén  ex  Malme)  Cabrera

#### Acmella
- Acmella paniculata  (Wall.  ex  DC.)  R.K.Jansen

#### Oyedaea
- Oyedaea bahiensis  Baker

#### Pluchea
- Pluchea laxiflora  Hook.  &  Arn.  ex  Baker

#### Smallanthus
- Smallanthus araucariophilus  Mondin
- Smallanthus riograndensis  Mondin

#### Chaptalia
- Chaptalia cordifolia  (Baker)  Cabrera
- Chaptalia graminifolia  (Dusén)  Cabrera
- Chaptalia hermogenis  M.D.Moraes
- Chaptalia runcinata  Kunth

#### Lulia
- Lulia nervosa  (Less.)  Zardini

#### Mutisia
- Mutisia lutzii  G.M.Barroso

#### Stifftia
- Stifftia hatschbachii  H.Rob.

#### Trichocline
- Trichocline catharinensis  Cabrera
- Trichocline linearifolia  Malme

#### Cephalopappus
- Cephalopappus sonchifolius  Nees  &  Mart.

#### Criscia
- Criscia stricta  (Spreng.)  Katinas

#### Holocheilus
- Holocheilus fabrisii  Cabrera
- Holocheilus monocephalus  Mondin

#### Panphalea
- Panphalea araucariophila  Cabrera
- Panphalea smithii  Cabrera

#### Perezia
- Perezia catharinensis  Cabrera
- Perezia eryngioides  (Cabrera)  Crisci  &  Martic.

#### Trixis
- Trixis thyrsoidea  Dusén  ex  Malme
- Trixis verbascifolia  (Gardner)  Blake

#### Calea
- Calea wedelioides  (Baker)  S.F.Blake

#### Polymnia
- Polymnia silphioides  DC.

#### Dendrophorbium
- Dendrophorbium brachycodon  (Baker)  C.Jeffrey
- Dendrophorbium bradei  (Cabrera)  C.Jeffrey
- Dendrophorbium catharinense  (Dusén  ex  Cabrera)  C.Jeffrey
- Dendrophorbium fruticosum  (Vell.)  C.Jeffrey
- Dendrophorbium limosum  C.Jeffrey
- Dendrophorbium paranense  (Malme)  Matzenb.  &  Baptista
- Dendrophorbium restingae  A.M.Teles  et  al.
- Dendrophorbium subnemoralis  (Dusén)  A.M.Teles

#### Graphistylis
- Graphistylis argyrotricha  (Dusén)  B.Nord.
- Graphistylis cuneifolia  (Gardner)  B.Nord.
- Graphistylis dichroa  (Bong.)  D.J.N.Hind
- Graphistylis itatiaiae  (Dusén)  B.Nord.
- Graphistylis oreophila  (Dusén)  B.Nord.
- Graphistylis organensis  (Casar.)  B.Nord.
- Graphistylis serrana  (Zardini)  B.Nord.
- Graphistylis toledoi  (Cabrera)  B.Nord.

#### Pentacalia
- Pentacalia tropicalis  (Cabrera)  C.Jeffrey

#### Senecio
- Senecio almasensis  Mattf.
- Senecio altimontanus  A.M.Teles  &  L.D.Meireles
- Senecio auritifolius  Cabrera
- Senecio caparaoensis  Cabrera
- Senecio claussenii  Decne.
- Senecio erisithalifolius  Sch.Bip.  ex  Baker
- Senecio gertii  Zardini
- Senecio graciellae  Cabrera
- Senecio harleyi  D.J.N.Hind
- Senecio hatschbachii  Cabrera
- Senecio hemmendorffii  Malme
- Senecio hoehnei  Cabrera
- Senecio juergensii  Mattf.
- Senecio kuhlmannii  Cabrera
- Senecio langei  Malme
- Senecio malacophyllus  Dusén
- Senecio nemoralis  Dusén
- Senecio oleosus  Vell.
- Senecio oligophyllus  Baker
- Senecio paucijugus  Baker
- Senecio paulensis  Bong.
- Senecio pseudostigophlebius  Cabrera
- Senecio ramboanus  Cabrera
- Senecio ramentaceus  Baker
- Senecio rauchii  Matzenb.
- Senecio regis  H.Rob.
- Senecio reitzianus  Cabrera
- Senecio rossianus  Mattf.
- Senecio stigophlebius  Baker
- Senecio westermanii  Dusén

#### Cololobus
- Cololobus hatschbachii  H.Rob.
- Cololobus rupestris  (Gardner)  H.Rob.

#### Critoniopsis
- Critoniopsis magdalenae  (G.M.Barroso)  H.Rob.
- Critoniopsis quinqueflora  (Less.)  H.Rob.
- Critoniopsis stellata  (Spreng.)  H.Rob.

#### Dasyanthina
- Dasyanthina serrata  (Less.)  H.Rob.

#### Hololepis
- Hololepis hatschbachii  H.Rob.

#### Lepidaploa
- Lepidaploa coulonioides  (H.Rob.)  H.Rob.
- Lepidaploa macahensis  (Glaz.  ex  G.M.Barroso)  H.Rob.
- Lepidaploa persicifolia  (Desf.)  H.Rob.
- Lepidaploa pseudomuricata  H.Rob.

#### Lessingianthus
- Lessingianthus adenophyllus  (Mart.  ex  DC.)  H.Rob.
- Lessingianthus glaziovianus  (Baker)  H.Rob.
- Lessingianthus macrophyllus  (Less.)  H.Rob.
- Lessingianthus plantaginoides  (Kuntze)  H.Rob.

#### Piptocarpha
- Piptocarpha angustifolia  Dusén  ex  Malme
- Piptocarpha axillaris  (Less.)  Baker
- Piptocarpha brasiliana  Cass.
- Piptocarpha densifolia  Dusén  ex  G.  Lom.  Sm.
- Piptocarpha gustavo-valerioana  G.Lom.Sm.
- Piptocarpha lucida  (Spreng.)  Benn.  ex  Baker
- Piptocarpha lundiana  (Less.)  Baker
- Piptocarpha macropoda  (DC.)  Baker
- Piptocarpha notata  (Less.)  Baker
- Piptocarpha organensis  Cabrera
- Piptocarpha pyrifolia  (DC.)  Baker
- Piptocarpha quadrangularis  (Vell.)  Baker
- Piptocarpha ramboi  G.Lom.Sm.
- Piptocarpha ramiflora  (Spreng.)  Baker
- Piptocarpha regnellii  (Sch.Bip.)  Cabrera
- Piptocarpha riedelii  (Sch.Bip.)  Baker
- Piptocarpha robusta  G.M.Barroso
- Piptocarpha verticillata  (Vell.)  G.Lom.Sm.  ex  H.Rob.

#### Vernonanthura
- Vernonanthura phaeoneura  (Toledo)  H.Rob.
- Vernonanthura vinhae  (H.Rob.)  H.Rob.

#### Wunderlichia
- Wunderlichia insignis  Baill.

### Balanophoraceae

#### Scybalium
- Scybalium glaziovii  Eichler

### Begoniaceae

#### Begonia
- Begonia acetosa  Vell.
- Begonia acida  Vell.
- Begonia aconitifolia  A.DC.
- Begonia admirabilis  Brade
- Begonia aguiabrancensis  L.Kollmann
- Begonia albidula  Brade
- Begonia altamiroi  Brade
- Begonia angraensis  Brade
- Begonia angularis  Raddi
- Begonia angulata  Vell.
- Begonia antonietae  Brade
- Begonia apparicioi  Brade
- Begonia arborescens  Raddi
- Begonia bahiensis  A.DC.
- Begonia barkleyana  L.B.Sm.
- Begonia besleriifolia  Schott
- Begonia bidentata  Raddi
- Begonia biguassuensis  Brade
- Begonia bonitoensis  Brade
- Begonia boraceiensis  Handro
- Begonia bradei  Irmsch.
- Begonia brevilobata  Irmsch.
- Begonia bullatifolia  L.Kollmann
- Begonia cacauicola  L.B.Sm.  ex  S.F.Sm.  &  Wassh.
- Begonia callosa  L.Kollmann
- Begonia calvescens  (Brade  ex  L.B.Sm.  &  R.C.Sm.)  E.L.Jacques  &  Mamede
- Begonia camposportoana  Brade
- Begonia capanemae  Brade
- Begonia caparaoensis  E.L.Jacques  &  L.Kollmann
- Begonia caraguatatubensis  Brade
- Begonia cariocana  Brade  ex  L.B.Sm.  &  Wassh.
- Begonia catharinensis  Brade
- Begonia cerasiphylla  L.B.Sm.  &  Wassh.
- Begonia coccinea  Hook.
- Begonia collaris  Brade
- Begonia concinna  Schott
- Begonia convolvulacea  (Klotzsch)  A.DC.
- Begonia cordata  Vell.
- Begonia cornitepala  Irmsch.
- Begonia crispula  Brade
- Begonia curtii  L.B.Sm.  &  B.G.Schub.
- Begonia declinata  Vell.
- Begonia densifolia  Irmsch.
- Begonia dentatiloba  A.DC.
- Begonia depauperata  Schott
- Begonia dietrichiana  Irmsch.
- Begonia digitata  Raddi
- Begonia echinosepala  Regel
- Begonia edmundoi  Brade
- Begonia egregia  N.E.Br.
- Begonia epibaterium  Mart.  ex  A.DC.
- Begonia epipsila  Brade
- Begonia erecta  Vell.
- Begonia espiritosantensis  E.L.Jacques  &  Mamede
- Begonia euryphylla  L.B.Sm.  ex  S.F.Sm.  &  Wassh.
- Begonia fabulosa  L.B.Sm.  &  Wassh.
- Begonia fagifolia  Otto  &  A.Dietr.
- Begonia fernandocostae  Irmsch.
- Begonia fluminensis  Brade
- Begonia forgetiana  Hemsl.
- Begonia friburgensis  Brade
- Begonia fruticosa  (Klotzsch)  A.DC.
- Begonia fulvosetulosa  Brade
- Begonia fuscocaulis  Brade
- Begonia gardneri  A.DC.
- Begonia garuvae  L.B.Sm.  &  R.C.Sm.
- Begonia gehrtii  Irmsch.
- Begonia hammoniae  Irmsch.
- Begonia handroi  Brade
- Begonia herbacea  Vell.
- Begonia heringeri  Brade
- Begonia herteri  Irmsch.
- Begonia hilariana  A.DC.
- Begonia hispida  Schott
- Begonia hoehneana  Irmsch.
- Begonia hookeriana  Gardner
- Begonia hugelii  (Klotzsch)  A.DC.
- Begonia ibitiocensis  E.L.Jacques  &  Mamede
- Begonia incisoserrata  (Klotzsch)  A.DC.
- Begonia inconspicua  Brade
- Begonia inculta  Irmsch.
- Begonia insularis  Brade
- Begonia integerrima  Spreng.
- Begonia isopterocarpa  Irmsch.
- Begonia itaguassuensis  Brade
- Begonia itatiaiensis  Brade
- Begonia itatinensis  Irmsch.  ex  Brade
- Begonia itupavensis  Brade
- Begonia jocelinoi  Brade
- Begonia juliana  Loefgr.  ex  Irmsch.
- Begonia jureiensis  S.J.Gomes  da  Silva  &  Mamede
- Begonia konderreisiana  L.B.Sm.  &  R.C.Sm.
- Begonia kuhlmannii  Brade
- Begonia lanceolata  Vell.
- Begonia lanstyakii  Brade
- Begonia larorum  L.B.Sm.  &  Wassh.
- Begonia leopoldinensis  L.Kollmann
- Begonia lineolata  Brade
- Begonia longibarbata  Brade
- Begonia lossiae  L.Kollmann
- Begonia lubbersii  E.Morren
- Begonia lunaris  E.L.Jacques
- Begonia luxurians  Scheidw.
- Begonia maculata  Raddi
- Begonia magdalenensis  Brade
- Begonia mattos-silvae  L.B.Sm.  ex  S.F.Sm.  &  Wassh.
- Begonia membranacea  A.DC.
- Begonia moysesii  Brade
- Begonia neglecta  A.DC.
- Begonia neocomensium  A.DC.
- Begonia novalombardiensis  L.Kollmann
- Begonia nuda  Irmsch.
- Begonia obscura  Brade
- Begonia occhionii  Brade
- Begonia odeteiantha  Handro
- Begonia olsoniae  L.B.Sm.  &  B.G.Schub.
- Begonia organensis  Brade
- Begonia paleata  Schott  ex  A.DC.
- Begonia paranaensis  Brade
- Begonia parilis  Irmsch.
- Begonia parvifolia  Schott
- Begonia parvistipulata  Irmsch.
- Begonia paulensis  A.DC.
- Begonia pernambucensis  Brade
- Begonia peruibensis  Handro
- Begonia pickelii  Irmsch.
- Begonia pilgeriana  Irmsch.
- Begonia pinheironis  L.B.Sm.  ex  S.F.Sm.  &  Wassh.
- Begonia piresiana  Handro
- Begonia platanifolia  Schott
- Begonia pluvialis  L.B.Sm.  ex  S.F.Sm.  &  Wassh.
- Begonia polyandra  Irmsch.
- Begonia polygonifolia  A.DC.
- Begonia princeps  A.DC.
- Begonia pseudolubbersii  Brade
- Begonia pulchella  Raddi
- Begonia radicans  Vell.
- Begonia ramentacea  Paxton
- Begonia riedelii  A.DC.
- Begonia rotunda  Vell.
- Begonia rubropilosa  A.DC.
- Begonia rufosericea  Toledo
- Begonia rupium  Irmsch.
- Begonia ruschii  L.Kollmann
- Begonia russelliana  L.B.Sm.  ex  S.F.Sm.  &  Wassh.
- Begonia salesopolensis  S.J.Gomes  da  Silva  &  Mamede
- Begonia sanguinea  Raddi
- Begonia santoslimae  Brade
- Begonia saxifraga  A.DC.
- Begonia scharffii  Hook.
- Begonia semidigitata  Brade
- Begonia serranegrae  L.B.Sm.  ex  S.F.Sm.  &  Wassh.
- Begonia smilacina  A.DC.
- Begonia solananthera  A.DC.
- Begonia solitudinis  Brade
- Begonia spinibarbis  Irmsch.
- Begonia squamipes  Irmsch.
- Begonia stenolepis  L.B.Sm.  &  R.C.Sm.
- Begonia stenophylla  A.DC.
- Begonia subacida  Irmsch.
- Begonia sylvatica  Meisn.  ex  A.DC.
- Begonia sylvestris  A.DC.
- Begonia toledoana  Handro
- Begonia tomentosa  Schott
- Begonia undulata  Schott
- Begonia valdensium  A.DC.
- Begonia valida  Goebel
- Begonia velloziana  Walp.
- Begonia venosa  Skan  ex  Hook.
- Begonia vicina  Irmsch.
- Begonia windischii  L.B.Sm.  ex  S.F.Sm.  &  Wassh.

### Berberidaceae

#### Berberis
- Berberis campos-portoi  Brade
- Berberis glazioviana  Brade
- Berberis kleinii  Mattos

### Bignoniaceae

#### Adenocalymma
- Adenocalymma bullatum  Bureau  &  K.Schum.
- Adenocalymma comosum  (Cham.)  DC.
- Adenocalymma coriaceum  A.DC.
- Adenocalymma dusenii  Kraenzl.
- Adenocalymma flavum  Mart.  ex  DC.
- Adenocalymma hatschbachii  A.H.Gentry
- Adenocalymma hirtum  (Mart.  ex  DC.)  Bureau  &  K.Schum.
- Adenocalymma hypostictum  Bureau  &  K.Schum.
- Adenocalymma magnoalatum  Scud.
- Adenocalymma nervosum  Bureau  &  K.Schum.
- Adenocalymma reticulatum  Bureau  ex  K.Schum.
- Adenocalymma salmoneum  J.C.Gomes
- Adenocalymma salzmanii  DC.
- Adenocalymma subsessilifolium  DC.
- Adenocalymma ternatum  (Vell.)  Mello  ex  Bureau  &  K.Schum.
- Adenocalymma ubatubense  Assis  &  Semir

#### Amphilophium
- Amphilophium bauhinioides  (Bureau  ex  Baill.)  L.G.Lohmann
- Amphilophium blanchetii  (DC.)  Bureau  &  K.Schum.
- Amphilophium dolichoides  (Cham.)  L.G.Lohmann
- Amphilophium frutescens  (DC.)  L.G.Lohmann
- Amphilophium glaziovii  Bureau  ex  K.Schum.
- Amphilophium perbracteatum  A.H.Gentry
- Amphilophium scabriusculum  (Mart.  ex  DC.)  L.G.Lohmann

#### Bignonia
- Bignonia costata  (Bureau  &  K.Schum.)  L.G.Lohmann

#### Dolichandra
- Dolichandra unguiculata  (Vell.)  L.G.Lohmann

#### Fridericia
- Fridericia elegans  (Vell.)  L.G.Lohmann
- Fridericia lasiantha  (Bureau  &  K.Schum.)  L.G.Lohmann
- Fridericia subincana  (Mart.)  L.G.Lohmann
- Fridericia trachyphylla  (Bureau  &  K.Schum.)  L.G.Lohmann
- Fridericia tynanthoides  (A.H.Gentry)  L.G.Lohmann

#### Handroanthus
- Handroanthus arianeae  (A.H.Gentry)  S.Grose
- Handroanthus botelhensis  (A.H.Gentry)  S.Grose
- Handroanthus bureavii  (Sandwith)  S.Grose
- Handroanthus catarinensis  (A.H.Gentry)  S.Grose
- Handroanthus cristatus  (A.H.Gentry)  S.Grose
- Handroanthus pedicellatus  (Bureau  &  K.Schum.)  Mattos
- Handroanthus riodocensis  (A.H.Gentry)  S.Grose
- Handroanthus selachidentatus  (A.H.Gentry)  S.Grose
- Handroanthus vellosoi  (Toledo)  Mattos

#### Jacaranda
- Jacaranda bracteata  Bureau  &  K.Schum.
- Jacaranda crassifolia  Morawetz
- Jacaranda micrantha  Cham.
- Jacaranda montana  Morawetz
- Jacaranda puberula  Cham.
- Jacaranda pulcherrima  Morawetz
- Jacaranda subalpina  Morawetz

#### Lundia
- Lundia neolonga  L.G.Lohmann
- Lundia obliqua  Sond.

#### Mansoa
- Mansoa glaziovii  Bureau  &  K.Schum.
- Mansoa lanceolata  (DC.)  A.H.Gentry
- Mansoa onohualcoides  A.H.Gentry

#### Paratecoma
- Paratecoma Kuhlm.
- Paratecoma peroba  (Record)  Kuhlm.

#### Pleonotoma
- Pleonotoma fluminensis  (Vell.)  A.H.Gentry
- Pleonotoma stichadenia  K.Schum.

#### Tabebuia
- Tabebuia cassinoides  (Lam.)  DC.
- Tabebuia reticulata  A.H.Gentry

#### Tynanthus
- Tynanthus cognatus  (Cham.)  Miers
- Tynanthus elegans  Miers
- Tynanthus fasciculatus  (Vell.)  Miers
- Tynanthus labiatus  (Cham.)  Miers

### Boraginaceae

#### Cordia
- Cordia aberrans  I.M.Johnst.
- Cordia gardneri  I.M.Johnst.
- Cordia hatschbachii  J.S.Mill.
- Cordia incognita  Gottschling  &  J.S.Mill.
- Cordia latiloba  I.M.Johnst.
- Cordia magnoliifolia  Cham.
- Cordia ochnacea  DC.
- Cordia silvestris  Fresen.
- Cordia trachyphylla  Mart.
- Cordia trichoclada  DC.

#### Tournefortia
- Tournefortia subsessilis  Cham.

#### Varronia
- Varronia leucomalla  (Taub.)  Borhidi
- Varronia poliophylla  (Fresen.)  Borhidi
- Varronia tarodaea  J.S.Mill.

### Bromeliaceae

#### Acanthostachys
- Acanthostachys pitcairnioides  (Mez)  Rauh  &  Barthlott

#### Aechmea
- Aechmea aguadocensis  Leme  &  L.Kollmann
- Aechmea alba  Mez
- Aechmea alopecurus  Mez
- Aechmea amicorum  B.R.  Silva  &  H.  Luther
- Aechmea amorimii  Leme
- Aechmea ampla  L.B.Sm.
- Aechmea andersoniana  Leme  &  H.Luther
- Aechmea andersonii  H.Luther  &  Leme
- Aechmea apocalyptica  Reitz
- Aechmea araneosa  L.B.Sm.
- Aechmea atrovittata  Leme  &  J.A.Siqueira
- Aechmea azurea  L.B.Sm.
- Aechmea bambusoides  L.B.Sm.  &  Reitz
- Aechmea bicolor  L.B.Sm.
- Aechmea blanchetiana  (Baker)  L.B.Sm.
- Aechmea blumenavii  Reitz
- Aechmea bocainensis  E.Pereira  &  Leme
- Aechmea bruggeri  Leme
- Aechmea burle-marxii  E.Pereira
- Aechmea caesia  E.Morren  ex  Baker
- Aechmea canaliculata  Leme  &  H.Luther
- Aechmea candida  E.Morren  ex  Baker
- Aechmea capitata  (Schult.  &  Schult.f.)  Baker
- Aechmea capixabae  L.B.Sm.
- Aechmea cariocae  L.B.Sm.
- Aechmea carvalhoi  E.Pereira  &  Leme
- Aechmea castanea  L.B.Sm.
- Aechmea catendensis  J.A.Siqueira  &  Leme
- Aechmea caudata  Lindm.
- Aechmea cephaloides  J.A.Siqueira  &  Leme
- Aechmea chrysocoma  Baker
- Aechmea coelestis  (K.Koch)  E.Morren
- Aechmea comata  (Gaudich.)  Baker
- Aechmea conifera  L.B.Sm.
- Aechmea constantinii  (Mez)  L.B.Sm.
- Aechmea correia-araujoi  E.Pereira  &  Moutinho
- Aechmea curranii  (L.B.Sm.)  L.B.Sm.  &  M.A.Spencer
- Aechmea cylindrata  Lindm.
- Aechmea dealbata  E.Morren  ex  Baker
- Aechmea depressa  L.B.Sm.
- Aechmea digitata  L.B.Sm.  &  R.W.Read
- Aechmea discordiae  Leme
- Aechmea disjuncta  (L.B.Sm.)  Leme  &  J.A.Siqueira
- Aechmea echinata  (Leme)  Leme
- Aechmea emmerichiae  Leme
- Aechmea entringeri  Leme
- Aechmea farinosa  (Regel)  L.B.Sm.
- Aechmea fasciata  (Lindl.)  Baker
- Aechmea flavorosea  E.Pereira
- Aechmea floribunda  Mart.  ex  Schult.  &  Schult.f.
- Aechmea fosteriana  L.B.Sm.
- Aechmea fraudulosa  Mez
- Aechmea froesii  (L.B.Sm.)  Leme  &  J.A.Siqueira
- Aechmea fulgens  Brongn.
- Aechmea glandulosa  Leme
- Aechmea gracilis  Lindm.
- Aechmea grazielae  Martinelli  &  Leme
- Aechmea guainumbiorum  J.A.Siqueira  &  Leme
- Aechmea guarapariensis  E.Pereira  &  Leme
- Aechmea guaratingensis  Leme  &  L.Kollmann
- Aechmea guaratubensis  E.Pereira
- Aechmea gurkeniana  E.Pereira  &  Moutinho
- Aechmea gustavoi  J.A.Siqueira  &  Leme
- Aechmea incompta  Leme  &  H.Luther
- Aechmea joannis  Strehl
- Aechmea kertesziae  Reitz
- Aechmea kleinii  Reitz
- Aechmea lactifera  Leme  &  J.A.Siqueira
- Aechmea laevigata  Leme
- Aechmea lanata  (L.B.Sm.)  L.B.Sm.  &  M.A.Spencer
- Aechmea leonard-kentiana  H.Luther  &  Leme
- Aechmea leppardii  Philcox
- Aechmea leucolepis  L.B.Sm.
- Aechmea lilacinantha  Leme
- Aechmea linharesii  Leme
- Aechmea lymanii  W.Weber
- Aechmea maasii  Gouda  &  W.Till
- Aechmea macrochlamys  L.B.Sm.
- Aechmea marauensis  Leme
- Aechmea marginalis  Leme  &  J.A.Siqueira
- Aechmea miniata  Beer  ex  Baker
- Aechmea mira  Leme  &  H.Luther
- Aechmea mollis  L.B.Sm.
- Aechmea mulfordii  L.B.Sm.
- Aechmea multiflora  L.B.Sm.
- Aechmea muricata  (Arruda)  L.B.Sm.
- Aechmea mutica  L.B.Sm.
- Aechmea organensis  Wawra
- Aechmea orlandiana  L.B.Sm.
- Aechmea ornata  Baker
- Aechmea paradoxa  (Leme)  Leme
- Aechmea paratiensis  Leme  &  Fraga
- Aechmea pectinata  Baker
- Aechmea pedicellata  Leme  &  H.Luther
- Aechmea perforata  L.B.Sm.
- Aechmea pernambucentris  J.A.Siqueira  &  Leme
- Aechmea pimenti-velosoi  Reitz
- Aechmea pineliana  (Brong.  ex  Planch.)  Baker
- Aechmea podantha  L.B.Sm.
- Aechmea prava  E.Pereira
- Aechmea pseudonudicaulis  Leme
- Aechmea purpureorosea  (Hook.)  Wawra
- Aechmea racinae  L.B.Sm.
- Aechmea ramosa  Mart.  ex  Schult.  &  Schult.f.
- Aechmea ramusculosa  Leme
- Aechmea roberto-seidelii  E.Pereira
- Aechmea rubroaristata  Leme  &  Fraga
- Aechmea rubrolilacina  Leme
- Aechmea saxicola  L.B.Sm.
- Aechmea seideliana  W.Weber
- Aechmea serragrandensis  Leme  &  J.A.Siqueira
- Aechmea sphaerocephala  Baker
- Aechmea squarrosa  Baker
- Aechmea sucreana  Martinelli  &  C.Vieira
- Aechmea sulbahianensis  Leme  et  al.
- Aechmea tentaculifera  Leme  et  al.
- Aechmea tomentosa  Mez
- Aechmea triangularis  L.B.Sm.
- Aechmea triticina  Mez
- Aechmea turbinocalyx  Mez
- Aechmea vanhoutteana  (Van  Houtte)  Mez
- Aechmea victoriana  L.B.Sm.
- Aechmea viridostigma  Leme  &  H.Luther
- Aechmea warasii  E.Pereira
- Aechmea weberi  (E.Pereira  &  Leme)  Leme
- Aechmea weilbachii  Didr.
- Aechmea winkleri  Reitz
- Aechmea wittmackiana  (Regel)  Mez

#### Alcantarea
- Alcantarea benzingii  Leme
- Alcantarea distractila  Leme  &  C.C.Paula
- Alcantarea extensa  (L.B.Sm.)  J.R.Grant
- Alcantarea farneyi  (Martinelli  &  A.F.Costa)  J.R.Grant
- Alcantarea geniculata  (Wawra)  J.R.Grant
- Alcantarea glaziouana  (Leme)  J.R.Grant
- Alcantarea heloisae  J.R.Grant
- Alcantarea imperialis  (Carriere)  Harms
- Alcantarea longibracteata  Leme  &  Fraga
- Alcantarea martinellii  Versieux  &  Wand.
- Alcantarea nevaresii  (Leme)  J.R.Grant
- Alcantarea nigripetala  Leme  &  L.Kollmann
- Alcantarea odorata  (Leme)  J.R.Grant
- Alcantarea patriae  Versieux  &  Wand.
- Alcantarea regina  (Vell.)  Harms
- Alcantarea roberto-kautskyi  Leme
- Alcantarea simplicisticha  Leme  &  A.P.Fontana
- Alcantarea tortuosa  Versieux  &  Wand.
- Alcantarea trepida  Versieux  &  Wand.
- Alcantarea vasconcelosiana  Leme
- Alcantarea vinicolor  (E.Reitz)  J.R.Grant

#### Ananas
- Ananas fritzmuelleri  Camargo

#### Araeococcus
- Araeococcus chlorocarpus  (Wawra)  Leme  &  J.A.Siqueira
- Araeococcus montanus  Leme
- Araeococcus nigropurpureus  Leme  &  J.A.Siqueira
- Araeococcus parviflorus  (Mart.  ex  Schult.  &  Schult.  f.)  Lindm.
- Araeococcus sessiliflorus  Leme  &  J.A.Siqueira

#### Billbergia
- Billbergia bradeana  L.B.Sm.
- Billbergia brasiliensis  L.B.Sm.
- Billbergia castelensis  E.Pereira
- Billbergia chlorantha  L.B.Sm.
- Billbergia domingosmartinsis  E.Gross
- Billbergia euphemiae  E.Morren
- Billbergia horrida  Regel
- Billbergia kautskyana  E.Pereira
- Billbergia laxiflora  L.B.Sm.
- Billbergia leptopoda  L.B.Sm.
- Billbergia lietzei  E.Morren
- Billbergia lymanii  E.Pereira  &  Leme
- Billbergia macracantha  E.Pereira
- Billbergia minarum  L.B.Sm.
- Billbergia morelii  Brongn.
- Billbergia nana  E.Pereira
- Billbergia pohliana  Mez
- Billbergia pyramidalis  (Sims)  Lindl.
- Billbergia reichardtii  Wawra
- Billbergia saundersii  Bull
- Billbergia seidelii  L.B.Sm.  &  Reitz
- Billbergia tweedieana  Baker

#### Bromelia
- Bromelia binotii  E.Morren  ex  Mez

#### Canistropsis
- Canistropsis albiflora  (L.B.Sm.)  H.Luther  &  Leme
- Canistropsis billbergioides  (Schult.  &  Schult.f.)  Leme
- Canistropsis burchellii  (Baker)  Leme
- Canistropsis correia-araujoi  (E.Pereira  &  Leme)  Leme
- Canistropsis elata  (E.Pereira  &  Leme)  Leme
- Canistropsis exigua  (E.Pereira  &  Leme)  Leme
- Canistropsis marceloi  (E.Pereira  &  Moutinho)  Leme
- Canistropsis microps  (E.Morren  ex  Mez)  Leme
- Canistropsis pulcherrima  (E.Pereira)  Leme
- Canistropsis seidelii  (L.B.Sm.  &  Reitz)  Leme
- Canistropsis simulans  (E.Pereira  &  Leme)  Leme

#### Canistrum
- Canistrum alagoanum  Leme  &  J.A.Siqueira
- Canistrum aurantiacum  E.Morren
- Canistrum auratum  Leme
- Canistrum camacaense  Martinelli  &  Leme
- Canistrum fosterianum  L.B.Sm.
- Canistrum guzmanioides  Leme
- Canistrum improcerum  Leme  &  J.A.Siqueira
- Canistrum lanigerum  H.Luther  &  Leme
- Canistrum montanum  Leme
- Canistrum pickelii  (A.Lima  &  L.B.Sm.)  Leme  &  J.A.Siqueira
- Canistrum sandrae  Leme
- Canistrum seidelianum  W.Weber
- Canistrum triangulare  L.B.Sm.  &  Reitz

#### Cryptanthus
- Cryptanthus acaulis  (Lindl.)  Beer
- Cryptanthus alagoanus  Leme  &  J.A.Siqueira
- Cryptanthus beuckeri  E.Morren
- Cryptanthus bibarrensis  Leme
- Cryptanthus bivittatus  (Hook.)  Regel
- Cryptanthus bromelioides  Otto  &  A.Dietr.
- Cryptanthus burle-marxii  Leme
- Cryptanthus capitatus  Leme
- Cryptanthus capitellatus  Leme  &  L.Kollmann
- Cryptanthus caulescens  I.Ramírez
- Cryptanthus colnagoi  Rauh  &  Leme
- Cryptanthus coriaceus  Leme
- Cryptanthus correia-araujoi  Leme
- Cryptanthus delicatus  Leme
- Cryptanthus dianae  Leme
- Cryptanthus dorothyae  Leme
- Cryptanthus exaltatus  H.Luther
- Cryptanthus felixii  J.A.Siqueira  &  Leme
- Cryptanthus fernseeoides  Leme
- Cryptanthus fosterianus  L.B.Sm.
- Cryptanthus giganteus  Leme  &  A.P.Fontana
- Cryptanthus grazielae  H.Luther
- Cryptanthus incrassatus  L.B.Sm.
- Cryptanthus latifolius  Leme
- Cryptanthus leuzingerae  Leme
- Cryptanthus lutherianus  I.Ramírez
- Cryptanthus lyman-smithii  Leme
- Cryptanthus marginatus  L.B.Sm.
- Cryptanthus maritimus  L.B.Sm.
- Cryptanthus microglazioui  I.Ramírez
- Cryptanthus odoratissimus  Leme
- Cryptanthus pickelii  L.B.Sm.
- Cryptanthus praetextus  E.Morren  &  Baker
- Cryptanthus pseudoglazioui  Leme
- Cryptanthus pseudopetiolatus  Philcox
- Cryptanthus pseudoscaposus  L.B.Sm.
- Cryptanthus reisii  Leme
- Cryptanthus reptans  Leme  &  J.A.Siqueira
- Cryptanthus roberto-kautskyi  Leme
- Cryptanthus ruthae  Philcox
- Cryptanthus sanctaluciae  Leme  &  L.Kollmann
- Cryptanthus scaposus  E.Pereira
- Cryptanthus seidelianus  W.Weber
- Cryptanthus sergipensis  I.Ramírez
- Cabrunquenthus sergipensis  J.Mello
- Cryptanthus sinuosus  L.B.Sm.
- Cryptanthus teretifolius  Leme
- Cryptanthus ubairensis  I.Ramírez
- Cryptanthus venecianus  Leme  &  L.Kollmann
- Cryptanthus vexatus  Leme
- Cryptanthus viridovinosus  Leme
- Cryptanthus whitmanii  Leme
- Cryptanthus zonatus  (Visiani)  Beer

#### Dyckia
- Dyckia cabrerae  L.B.Sm.  &  Reitz
- Dyckia crocea  L.B.Sm.
- Dyckia dusenii  L.B.Sm.
- Dyckia encholirioides  (Gaudich.)  Mez
- Dyckia espiritosantensis  Leme  &  A.P.Fontana
- Dyckia fosteriana  L.B.Sm.
- Dyckia frigida  Hook.f.
- Dyckia hatschbachii  L.B.Sm.
- Dyckia ibiramensis  Reitz
- Dyckia maritima  Baker
- Dyckia martinellii  B.R.  Silva  &  Forzza
- Dyckia monticola  L.B.Sm.  &  Reitz
- Dyckia pseudococcinea  L.B.Sm.
- Dyckia reitzii  L.B.Sm.

#### Edmundoa
- Edmundoa ambigua  (Wand.  &  Leme)  Leme
- Edmundoa lindenii  (Regel)  Leme
- Edmundoa perplexa  (L.B.Sm.)  Leme

#### Encholirium
- Encholirium gracile  L.B.Sm.
- Encholirium horridum  L.B.Sm.

#### Fernseea
- Fernseea bocainensis  E.Pereira  &  Moutinho
- Fernseea itatiaiae  (Wawra)  Baker

#### Hohenbergia
- Hohenbergia aechmeioides  Leme
- Hohenbergia augusta  (Vell.)  E.Morren
- Hohenbergia barbarespina  Leme  &  Fraga
- Hohenbergia belemii  L.B.Sm.  &  R.W.Read
- Hohenbergia blanchetii  (Baker)  E.Morren  ex  Mez
- Hohenbergia brachycephala  L.B.Sm.
- Hohenbergia burle-marxii  Leme  &  W.Till
- Hohenbergia castellanosii  L.B.Sm.  &  R.W.Read
- Hohenbergia conquistensis  Leme
- Hohenbergia correia-araujoi  E.Pereira  &  Moutinho
- Hohenbergia flava  Leme  &  C.C.Paula
- Hohenbergia hatschbachii  Leme
- Hohenbergia horrida  Harms
- Hohenbergia itamarajuensis  Leme  &  Baracho
- Hohenbergia lanata  E.Pereira  &  Moutinho
- Hohenbergia lemei  H.Luther  &  K.Norton
- Hohenbergia littoralis  L.B.Sm.
- Hohenbergia membranostrobilus  Mez
- Hohenbergia minor  L.B.Sm.
- Hohenbergia mutabilis  Leme  &  L.Kollmann
- Hohenbergia pabstii  L.B.Sm.  &  R.W.Read
- Hohenbergia ramageana  Mez
- Hohenbergia reconcavensis  Leme  &  Fraga
- Hohenbergia ridleyi  (Baker)  Mez
- Hohenbergia salzmannii  (Baker)  E.Morren  ex  Mez

#### Lymania
- Lymania alvimii  (L.B.Sm.  &  R.W.Read)  R.W.Read
- Lymania azurea  Leme
- Lymania brachycaulis  (E.Morren  ex  Baker)  L.F.Sousa
- Lymania corallina  (Brong.  ex  Beer)  R.W.Read
- Lymania globosa  Leme
- Lymania languida  Leme
- Lymania marantoides  (L.B.Sm.)  R.W.Read
- Lymania smithii  R.W.Read
- Lymania spiculata  Leme  &  Forzza

#### Neoregelia
- Neoregelia abendrothae  L.B.Sm.
- Neoregelia ampullacea  (E.Morren)  L.B.Sm.
- Neoregelia angustibracteolata  E.Pereira  &  Leme
- Neoregelia angustifolia  E.Pereira
- Neoregelia azevedoi  Leme
- Neoregelia binotii  (Antoine)  L.B.Sm.
- Neoregelia bragarum  (E.Pereira  &  L.B.Sm.)  Leme
- Neoregelia brevifolia  L.B.Sm.  &  Reitz
- Neoregelia brigadeirensis  C.C.Paula  &  Leme
- Neoregelia brownii  Leme
- Neoregelia burle-marxii  R.W.Read
- Neoregelia camorimiana  E.Pereira  &  I.A.Penna
- Neoregelia capixaba  E.Pereira  &  Leme
- Neoregelia carcharodon  (Baker)  L.B.Sm.
- Neoregelia carinata  Leme
- Neoregelia carolinae  (Beer)  L.B.Sm.
- Neoregelia chlorosticta  (Baker)  L.B.Sm.
- Neoregelia coimbrae  E.Pereira  &  Leme
- Neoregelia compacta  (Mez)  L.B.Sm.
- Neoregelia concentrica  (Vell.)  L.B.Sm.
- Neoregelia coriacea  (Antoine)  L.B.Sm.
- Neoregelia correia-araujoi  E.Pereira  &  I.A.Penna
- Neoregelia crispata  Leme
- Neoregelia cruenta  (R.Graham)  L.B.Sm.
- Neoregelia cyanea  (Beer)  L.B.Sm.
- Neoregelia dayvidiana  Leme  &  A.P.Fontana
- Neoregelia diversifolia  E.Pereira
- Neoregelia doeringiana  L.B.Sm.
- Neoregelia dungsiana  E.Pereira
- Neoregelia eltoniana  W.Weber
- Neoregelia farinosa  (Ule)  L.B.Sm.
- Neoregelia fluminensis  L.B.Sm.
- Neoregelia fosteriana  L.B.Sm.
- Neoregelia gavionensis  Martinelli  &  Leme
- Neoregelia gigas  Leme  &  L.Kollmann
- Neoregelia guttata  Leme
- Neoregelia hoehneana  L.B.Sm.
- Neoregelia ibitipocensis  (Leme)  Leme
- Neoregelia indecora  (Mez)  L.B.Sm.
- Neoregelia inexspectata  Leme
- Neoregelia johannis  (Carrière)  L.B.Sm.
- Neoregelia kautskyi  E.Pereira
- Neoregelia kerryi  Leme
- Neoregelia kuhlmannii  L.B.Sm.
- Neoregelia lactea  H.Luther  &  Leme
- Neoregelia laevis  (Mez)  L.B.Sm.
- Neoregelia leucophoea  (Baker)  L.B.Sm.
- Neoregelia lilliputiana  E.Pereira
- Neoregelia lillyae  W.Weber
- Neoregelia longipedicellata  Leme
- Neoregelia longisepala  E.Pereira  &  I.A.Penna
- Neoregelia lymaniana  R.Braga  &  Sucre
- Neoregelia macahensis  (Ule)  L.B.Sm.
- Neoregelia macrosepala  L.B.Sm.
- Neoregelia maculata  L.B.Sm.
- Neoregelia macwilliamsii  L.B.Sm.
- Neoregelia magdalenae  L.B.Sm.  &  Reitz
- Neoregelia marmorata  (Baker)  L.B.Sm.
- Neoregelia martinellii  W.Weber
- Neoregelia melanodonta  L.B.Sm.
- Neoregelia menescalii  Leme
- Neoregelia nevaresii  Leme  &  H.Luther
- Neoregelia nivea  Leme
- Neoregelia odorata  Leme
- Neoregelia olens  (Hook.f.)  L.B.Sm.
- Neoregelia oligantha  L.B.Sm.
- Neoregelia pascoaliana  L.B.Sm.
- Neoregelia pauciflora  L.B.Sm.
- Neoregelia paulistana  E.Pereira
- Neoregelia pernambucana  Leme  &  J.A.Siqueira
- Neoregelia petropolitana  Leme
- Neoregelia pineliana  (Lem.)  L.B.Sm.
- Neoregelia pontualii  Leme
- Neoregelia princeps  (Baker)  L.B.Sm.
- Neoregelia punctatissima  (Ruschi)  Ruschi
- Neoregelia richteri  W.Weber
- Neoregelia roethii  W.Weber
- Neoregelia rubrifolia  Ruschi
- Neoregelia rubrovittata  Leme
- Neoregelia ruschii  Leme  &  B.R.Silva
- Neoregelia sanguinea  Leme
- Neoregelia sapiatibensis  E.Pereira  &  I.A.Penna
- Neoregelia sarmentosa  (Regel)  L.B.Sm.
- Neoregelia schubertii  Röth
- Neoregelia seideliana  L.B.Sm.  &  Reitz
- Neoregelia silvomontana  Leme  &  J.A.Siqueira
- Neoregelia simulans  L.B.Sm.
- Neoregelia spectabilis  (T.Moore)  L.B.Sm.
- Neoregelia tenebrosa  Leme
- Neoregelia tigrina  (Ruschi)  Ruschi
- Neoregelia tristis  (Beer)  L.B.Sm.
- Neoregelia uleana  L.B.Sm.
- Neoregelia wilsoniana  M.B.Foster
- Neoregelia zaslawskyi  E.Pereira  &  Leme
- Neoregelia zonata  L.B.Sm.

#### Nidularium
- Nidularium albiflorum  (L.B.Sm.)  Leme
- Nidularium alegrense  Leme  &  L.Kollmann
- Nidularium altimontanum  Leme
- Nidularium alvimii  W.Weber
- Nidularium amazonicum  (Baker)  Linden  &  E.Morren  ex  Lindm.
- Nidularium amorimii  Leme
- Nidularium angustibracteatum  Leme
- Nidularium angustifolium  Ule
- Nidularium antoineanum  Wawra
- Nidularium apiculatum  L.B.Sm.
- Nidularium atalaiaense  E.Pereira  &  Leme
- Nidularium azureum  (L.B.Sm.)  Leme
- Nidularium bicolor  (E.Pereira)  Leme
- Nidularium bocainense  Leme
- Nidularium campo-alegrense  Leme
- Nidularium camposportoi  (L.B.Sm.)  Wand.  &  B.A.Moreira
- Nidularium cariacicaense  (W.Weber)  Leme
- Nidularium catarinense  Leme
- Nidularium corallinum  (Leme)  Leme
- Nidularium espiritosantense  Leme
- Nidularium ferdinandocoburgii  Wawra
- Nidularium ferrugineum  Leme
- Nidularium fradense  Leme
- Nidularium fulgens  Lem.
- Nidularium innocentii  Lem.
- Nidularium itatiaiae  L.B.Sm.
- Nidularium jonesianum  Leme
- Nidularium kautskyanum  Leme
- Nidularium linehamii  Leme
- Nidularium longiflorum  Ule
- Nidularium mangaratibense  Leme
- Nidularium marigoi  Leme
- Nidularium minutum  Mez
- Nidularium organense  Leme
- Nidularium picinguabense  Leme
- Nidularium procerum  Lindm.
- Nidularium purpureum  Beer
- Nidularium rosulatum  Ule
- Nidularium rubens  Mez
- Nidularium rutilans  E.Morren
- Nidularium scheremetiewii  Regel
- Nidularium serratum  Leme
- Nidularium utriculosum  Ule
- Nidularium viridipetalum  Leme

#### Orthophytum
- Orthophytum atalaiense  J.A.Siqueira  &  Leme
- Orthophytum benzingii  Leme  &  H.Luther
- Orthophytum boudetianum  Leme  &  L.Kollmann
- Orthophytum braunii  Leme
- Orthophytum duartei  L.B.Sm.
- Orthophytum estevesii  (Rauh)  Leme
- Orthophytum falconii  Leme
- Orthophytum foliosum  L.B.Sm.
- Orthophytum fosterianum  L.B.Sm.
- Orthophytum glabrum  (Mez)  Mez
- Orthophytum grossiorum  Leme  &  C.C.Paula
- Orthophytum gurkenii  Hutchison
- Orthophytum horridum  Leme
- Orthophytum jabrense  G.S.Baracho  &  J.A.Siqueira
- Orthophytum lanuginosum  Leme  &  C.C.Paula
- Orthophytum leprosum  (Mez)  Mez
- Orthophytum lucidum  Leme  &  H.Luther
- Orthophytum magalhaesii  L.B.Sm.
- Orthophytum pseudovagans  Leme  &  L.Kollmann
- Orthophytum rubrum  L.B.Sm.
- Orthophytum sanctum  L.B.Sm.
- Orthophytum striatifolium  Leme  &  L.Kollmann
- Orthophytum sucrei  H.Luther
- Orthophytum teofilo-otonense  Leme  &  L.Kollmann
- Orthophytum triunfense  J.A.Siqueira  &  Leme
- Orthophytum vagans  M.B.Foster
- Orthophytum zanonii  Leme

#### Pitcairnia
- Pitcairnia abyssicola  Leme  &  L.Kollmann
- Pitcairnia albiflos  Herb.
- Pitcairnia azouryi  Martinelli  &  Forzza
- Pitcairnia barbatostigma  Leme  &  A.P.Fontana
- Pitcairnia beycalema  Beer
- Pitcairnia burle-marxii  R.Braga  &  Sucre
- Pitcairnia capixaba  Leme  &  Fraga
- Pitcairnia carinata  Mez
- Pitcairnia corcovadensis  Wawra
- Pitcairnia diversifolia  Leme  &  A.P.Fontana
- Pitcairnia encholirioides  L.B.Sm.
- Pitcairnia glauca  Leme  &  A.P.Fontana
- Pitcairnia glaziovii  Baker
- Pitcairnia insularis  Tatagiba  &  R.J.V.  Alves
- Pitcairnia limae  L.B.Sm.
- Pitcairnia nortefluminensis  Leme
- Pitcairnia staminea  Lodd.
- Pitcairnia suaveolens  Lindl.
- Pitcairnia wendtiae  Tatagiba  &  B.R.  Silva

#### Portea
- Portea alatisepala  Philcox
- Portea filifera  L.B.Sm.
- Portea fosteriana  L.B.Sm.
- Portea grandiflora  Philcox
- Portea kermesina  K.Koch
- Portea nana  Leme  &  H.Luther
- Portea petropolitana  (Wawra)  Mez
- Portea silveirae  Mez

#### Quesnelia
- Quesnelia arvensis  (Vell.)  Mez
- Quesnelia augusto-coburgii  Wawra
- Quesnelia clavata  Amorim  &  Leme
- Quesnelia conquistensis  Leme
- Quesnelia dubia  Leme
- Quesnelia edmundoi  L.B.Sm.
- Quesnelia humilis  Mez
- Quesnelia imbricata  L.B.Sm.
- Quesnelia indecora  Mez
- Quesnelia kautskyi  C.M.Vieira
- Quesnelia koltesii  Amorim  &  Leme
- Quesnelia lateralis  Wawra
- Quesnelia liboniana  (De  Jongle)  Mez
- Quesnelia marmorata  (Lem.)  R.W.Read
- Quesnelia quesneliana  (Brongn.)  L.B.Sm.
- Quesnelia seideliana  L.B.Sm.
- Quesnelia strobilispica  Wawra
- Quesnelia testudo  Lindm.
- Quesnelia violacea  Wand.  &  S.L.Proença

#### Racinaea
- Racinaea aerisincola  (Mez)  M.A.Spencer  &  L.B.Sm.
- Racinaea domingos-martinsis  (Rauh)  J.R.Grant

#### Ronnbergia
- Ronnbergia brasiliensis  E.Pereira  &  I.A.Penna
- Ronnbergia carvalhoi  Martinelli  &  Leme
- Ronnbergia neoregelioides  Leme
- Ronnbergia silvana  Leme

#### Tillandsia
- Tillandsia afonsoana  T.  Strehl
- Tillandsia araujei  Mez
- Tillandsia bella  Strehl
- Tillandsia brachyphylla  Baker
- Tillandsia carminea  W.Till
- Tillandsia castelensis  Leme  &  W.Till
- Tillandsia domingos-martinis  Rauh
- Tillandsia dura  Baker
- Tillandsia eltoniana  E.Pereira
- Tillandsia grazielae  D.Sucre  &  R.Braga
- Tillandsia itaubensis  T.  Strehl
- Tillandsia jonesii  T.  Strehl
- Tillandsia kautskyi  E.Pereira
- Tillandsia leonamiana  E.Pereira
- Tillandsia montana  Reitz
- Tillandsia neglecta  E.Pereira
- Tillandsia nuptialis  R.Braga  &  Sucre
- Tillandsia organensis  Ehlers
- Tillandsia polzii  Ehlers
- Tillandsia pruinosa  Sw.
- Tillandsia pseudomontana  W.Weber  &  Ehlers
- Tillandsia reclinata  E.Pereira  &  Martinelli
- Tillandsia recurvifolia  Hook.
- Tillandsia rohdenardinii  Strehl
- Tillandsia roseiflora  Ehlers  &  W.Weber
- Tillandsia seideliana  E.Pereira
- Tillandsia sucrei  E.Pereira
- Tillandsia thiekenii  Ehlers
- Tillandsia toropiensis  Rauh
- Tillandsia winkleri  Strehl

#### Vriesea
- Vriesea agostiniana  E.Pereira
- Vriesea altimontana  E.Pereira  &  Martinelli
- Vriesea altodaserrae  L.B.Sm.
- Vriesea altomacaensis  A.F.Costa
- Vriesea amadoi  Leme
- Vriesea amethystina  E.Morren
- Vriesea appariciana  E.Pereira  &  Reitz
- Vriesea arachnoidea  A.F.Costa
- Vriesea atra  Mez
- Vriesea atrococcinea  Rauh
- Vriesea bahiana  Leme
- Vriesea barbosae  J.A.Siqueira  &  Leme
- Vriesea barilletii  E.Morren
- Vriesea belloi  Leme
- Vriesea biguassuensis  Reitz
- Vriesea billbergioides  E.Morren  ex  Mez
- Vriesea bituminosa  Wawra
- Vriesea blackburniana  Leme
- Vriesea bleherae  Roth  &  W.  Weber
- Vriesea botafogensis  Mez
- Vriesea brassicoides  (Baker)  Mez
- Vriesea breviscapa  (E.Pereira  &  I.A.Penna)  Leme
- Vriesea brusquensis  Reitz
- Vriesea cacuminis  L.B.Sm.
- Vriesea calimaniana  Leme  &  W.Till
- Vriesea capixabae  Leme
- Vriesea carinata  Wawra
- Vriesea cearensis  L.B.Sm.
- Vriesea clausseniana  (Baker)  Mez
- Vriesea colnagoi  E.Pereira  &  I.A.Penna
- Vriesea corcovadensis  (Britten)  Mez
- Vriesea correia-araujoi  E.Pereira  &  I.A.Penna
- Vriesea costae  B.R.  Silva  &  Leme
- Vriesea croceana  Leme  &  G.K.Brown
- Vriesea debilis  Leme
- Vriesea declinata  Leme
- Vriesea delicatula  L.B.Sm.
- Vriesea dictyographa  Leme
- Vriesea drepanocarpa  (Baker)  Mez
- Vriesea duvaliana  E.Morren
- Vriesea eltoniana  E.Pereira
- Vriesea ensiformis  (Vell.)  Beer
- Vriesea erythrodactylon  E.Morren
- Vriesea euclidiana  Leme  &  G.K.Brown
- Vriesea fenestralis  Linden  &  André
- Vriesea fidelensis  Leme
- Vriesea flammea  L.B.Sm.
- Vriesea flava  A.F.Costa  et  al.
- Vriesea fluminensis  E.Pereira
- Vriesea fontanae  Fraga  &  Leme
- Vriesea fontellana  Leme  &  G.K.Brown
- Vriesea fontourae  B.R.  Silva
- Vriesea fosteriana  L.B.Sm.
- Vriesea fradensis  A.F.Costa
- Vriesea freicanecana  J.A.Siqueira  &  Leme
- Vriesea funebris  L.B.Sm.
- Vriesea garlippiana  Leme
- Vriesea gastiniana  Leme  &  G.K.Brown
- Vriesea gigantea  Gaudich.
- Vriesea goniorachis  (Baker)  Mez
- Vriesea gracilior  (L.B.Sm.)  Leme
- Vriesea graciliscapa  W.Weber
- Vriesea gradata  (Baker)  Mez
- Vriesea grandiflora  Leme
- Vriesea guttata  Linden  &  André
- Vriesea harrylutheri  Leme  &  G.K.Brown
- Vriesea heterostachys  (Baker)  L.B.Sm.
- Vriesea hieroglyphica  (Carrière)  E.Morren
- Vriesea hoehneana  L.B.Sm.
- Vriesea hydrophora  Ule
- Vriesea incurvata  Gaudich.
- Vriesea inflata  (Wawra)  Wawra
- Vriesea interrogatoria  L.B.Sm.
- Vriesea itatiaiae  Wawra
- Vriesea jonesiana  Leme
- Vriesea jonghei  (K.Koch)  E.Morren
- Vriesea joyae  E.Pereira  &  I.A.Penna
- Vriesea kautskyana  E.Pereira  &  I.A.Penna
- Vriesea lancifolia  (Baker)  L.B.Sm.
- Vriesea languida  L.B.Sm.
- Vriesea leptantha  Harms
- Vriesea lidicensis  Reitz
- Vriesea limae  L.B.Sm.
- Vriesea linharesiae  Leme  &  J.A.Siqueira
- Vriesea longiscapa  Ule
- Vriesea longistaminea  C.C.Paula  &  Leme
- Vriesea lubbersii  (Baker)  E.Morren
- Vriesea menescalii  E.Pereira  &  Leme
- Vriesea michaelii  W.Weber
- Vriesea minarum  L.B.Sm.
- Vriesea minor  (L.B.Sm.)  Leme
- Vriesea minuta  Leme
- Vriesea modesta  Mez
- Vriesea mollis  Leme
- Vriesea monacorum  L.B.Sm.
- Vriesea morrenii  Wawra
- Vriesea muelleri  Mez
- Vriesea multifoliata  Leme  &  G.K.Brown
- Vriesea neoglutinosa  Mez
- Vriesea noblickii  Martinelli  &  Leme
- Vriesea pabstii  McWilliams  &  L.B.Sm.
- Vriesea paradoxa  Mez
- Vriesea paraibica  Wawra
- Vriesea paratiensis  E.Pereira
- Vriesea parviflora  L.B.Sm.
- Vriesea parvula  Rauh
- Vriesea pastuchoffiana  Glaz.
- Vriesea pauciflora  Mez
- Vriesea pauperrima  E.Pereira
- Vriesea penduliflora  L.B.Sm.
- Vriesea pereirae  L.B.Sm.
- Vriesea philippocoburgii  Wawra
- Vriesea pinottii  Reitz
- Vriesea platzmannii  E.Morren
- Vriesea plurifolia  Leme
- Vriesea poenulata  (Baker)  E.Morren  ex  Mez
- Vriesea pseudoatra  Leme
- Vriesea psittacina  (Hook.)  Lindl.
- Vriesea punctulata  E.Pereira  &  I.A.Penna
- Vriesea racinae  L.B.Sm.
- Vriesea rafaelii  Leme
- Vriesea rastrensis  Leme
- Vriesea rectifolia  Rauh
- Vriesea recurvata  Gaudich.
- Vriesea regnellii  Mez
- Vriesea reitzii  Leme  &  A.F.Costa
- Vriesea repandostachys  Leme
- Vriesea revoluta  B.R.  Silva
- Vriesea rhodostachys  L.B.Sm.
- Vriesea roberto-seidelii  W.Weber
- Vriesea rodigasiana  E.Morren
- Vriesea roethii  W.Weber
- Vriesea rubyae  E.Pereira
- Vriesea ruschii  L.B.Sm.
- Vriesea sanctateresensis  Leme  &  L.Kollmann
- Vriesea sandrae  Leme
- Vriesea saundersii  (Carrière)  E.Morren  ex  Mez
- Vriesea sazimae  Leme
- Vriesea scalaris  E.Morren
- Vriesea schunkii  Leme
- Vriesea schwackeana  Mez
- Vriesea secundiflora  Leme
- Vriesea seideliana  W.Weber
- Vriesea serrana  E.Pereira  &  I.A.Penna
- Vriesea silvana  Leme
- Vriesea sparsiflora  L.B.Sm.
- Vriesea sucrei  L.B.Sm.  &  R.W.Read
- Vriesea taritubensis  E.Pereira  &  I.A.Penna
- Vriesea teresopolitana  Leme
- Vriesea thyrsoidea  Mez
- Vriesea tijucana  E.Pereira
- Vriesea triangularis  Reitz
- Vriesea triligulata  Mez
- Vriesea unilateralis  (Baker)  Mez
- Vriesea vagans  (L.B.Sm.)  L.B.Sm.
- Vriesea vellozicola  Leme  &  J.A.Siqueira
- Vriesea vidalii  L.B.Sm.  &  Handro
- Vriesea vulpinoidea  L.B.Sm.
- Vriesea warmingii  E.Morren
- Vriesea wawranea  Antoine
- Vriesea weberi  E.Pereira  &  I.A.Penna
- Vriesea zonata  Leme  &  J.A.Siqueira

#### Wittrockia
- Wittrockia cyathiformis  (Vell.)  Leme
- Wittrockia gigantea  (Baker)  Leme
- Wittrockia paulistana  Leme
- Wittrockia spiralipetala  Leme
- Wittrockia superba  Lindm.
- Wittrockia tenuisepala  (Leme)  Leme

### Burseraceae

#### Crepidospermum
- Crepidospermum atlanticum  Daly

#### Protium
- Protium bahianum  Daly
- Protium glaziovii  Swart
- Protium kleinii  Cuatrec.
- Protium widgrenii  Engl.

#### Tetragastris
- Tetragastris breviacuminata  Swart
- Tetragastris catuaba  Soares  da  Cunha
- Tetragastris occhionii  (Rizzini)  Daly

#### Trattinnickia
- Trattinnickia ferruginea  Kuhlm.
- Trattinnickia mensalis  Daly

### Cactaceae

#### Cereus
- Cereus fernambucensis  Lem.
- Cereus insularis  Hemsl.

#### Cipocereus
- Cipocereus laniflorus  N.P.Taylor  &  Zappi

#### Coleocephalocereus
- Coleocephalocereus braunii  Diers  &  Esteves
- Coleocephalocereus buxbaumianus  Buining
- Coleocephalocereus fluminensis  (Miq.)  Backeb.
- Coleocephalocereus pluricostatus  Buining  &  Brederoo

#### Hatiora
- Hatiora cylindrica  Britton  &  Rose
- Hatiora epiphylloides  (Porto  &  Werderm.)  Buxb.
- Hatiora gaertneri  (Regel)  Barthlott
- Hatiora herminiae  (Porto  &  Castell.)  Backeb.  ex  Barthlott
- Hatiora rosea  (Lagerh.)  Barthlott
- Hatiora salicornioides  (Haw.)  Britton  &  Rose

#### Lepismium
- Lepismium lumbricoides  (Lem.)  Barthlott

#### Parodia
- Parodia alacriportana  Backeb.  &  Voll
- Parodia carambeiensis  Buining  &  Brederoo
- Parodia crassigibba  (Ritter)  N.P.Taylor
- Parodia fusca  (Ritter)  Hofacker  &  P.J.Braun
- Parodia horstii  (Ritter)  N.P.Taylor
- Parodia magnifica  (F.Ritter)  F.H.Brandt

#### Pereskia
- Pereskia grandifolia  Haw.

#### Pilosocereus
- Pilosocereus arrabidae  (Lem.)  Byles  &  Rowley
- Pilosocereus ulei  (K.Schum.)  Byles  &  G.D.Rowley

#### Praecereus
- Praecereus euchlorus  (F.a.C.Weber)  N.P.Taylor

#### Rhipsalis
- Rhipsalis agudoensis  N.P.Taylor
- Rhipsalis burchellii  Britton  &  Rose
- Rhipsalis campos-portoana  Loefgr.
- Rhipsalis cereoides  (Backeb.  &  Voll)  Backeb.
- Rhipsalis clavata  F.a.C.Weber
- Rhipsalis crispata  (Haw.)  Pfeiff.
- Rhipsalis dissimilis  (G.Lindb.)  K.Schum.
- Rhipsalis elliptica  G.Lindb.  ex  K.Schum.
- Rhipsalis ewaldiana  Barthlott  &  N.P.Taylor
- Rhipsalis grandiflora  Haw.
- Rhipsalis hoelleri  Barthlott  &  N.P.Taylor
- Rhipsalis juengeri  Barthlott  &  N.P.Taylor
- Rhipsalis mesembryanthemoides  Haw.
- Rhipsalis neves-armondii  K.Schum.
- Rhipsalis oblonga  Loefgr.
- Rhipsalis olivifera  N.P.Taylor  &  Zappi
- Rhipsalis ormindoi  N.P.Taylor  &  Zappi
- Rhipsalis pacheco-leonis  Loefgr.
- Rhipsalis pachyptera  Pfeiff.
- Rhipsalis pentaptera  A.Dietr.
- Rhipsalis pilocarpa  Loefgr.
- Rhipsalis pulchra  Loefgr.
- Rhipsalis puniceodiscus  G.Lindb.
- Rhipsalis sulcata  F.a.C.Weber
- Rhipsalis teres  (Vell.)  Steud.
- Rhipsalis trigona  Pfeiff.

#### Schlumbergera
- Schlumbergera kautskyi  (Horobin  &  McMillan)  N.P.Taylor
- Schlumbergera microsphaerica  (K.Schum.)  Hoevel
- Schlumbergera opuntioides  (Loefgr.  &  Dusén)  D.R.Hunt
- Schlumbergera orssichiana  Barthlott  &  McMillan
- Schlumbergera russelliana  (Hook.)  Britton  &  Rose
- Schlumbergera truncata  (Haw.)  Moran

### Calyceraceae

#### Acicarpha
- Acicarpha spathulata  R.Br.

#### Boopis
- Boopis itatiaiae  Dusén

### Campanulaceae

#### Lobelia
- Lobelia exaltata  Pohl
- Lobelia glazioviana  Zahlbr.
- Lobelia hederacea  Cham.
- Lobelia hilaireana  (Kanitz)  E.Wimm.
- Lobelia langeana  Dusén
- Lobelia organensis  Gardner
- Lobelia paranaensis  R.Braga
- Lobelia reniformis  Cham.
- Lobelia santos-limae  Brade
- Lobelia stellfeldii  R.Braga
- Lobelia thapsoidea  Schott

#### Siphocampylus
- Siphocampylus betulifolius  (Cham.)  G.Don
- Siphocampylus convolvulaceus  (Cham.)  G.Don
- Siphocampylus densidentatus  E.Wimm.
- Siphocampylus duploserratus  Pohl
- Siphocampylus fluminensis  (Vell.)  E.Wimm.
- Siphocampylus fulgens  Dombrain
- Siphocampylus humilis  E.Wimm.
- Siphocampylus lauroanus  Handro  &  M.Kuhlm.
- Siphocampylus longipedunculatus  Pohl
- Siphocampylus psilophyllus  Pohl
- Siphocampylus viscidus  E.Wimm.

#### Wahlenbergia
- Wahlenbergia brasiliensis  Cham.

### Canellaceae

#### Cinnamodendron
- Cinnamodendron axillare  Endl.  ex  Walp.
- Cinnamodendron dinisii  Schwacke
- Cinnamodendron occhionianum  F.Barros  &  J.Salazar
- Cinnamodendron sampaioanum  Occhioni

### Cannabaceae

#### Celtis
- Celtis fluminensis  Carauta
- Celtis orthacanthos  Planch.

### Cannaceae

#### Canna
- Canna pedunculata  Sims

### Capparaceae

#### Cleome
- Cleome dendroides  Schult.  &  Schult.f.
- Cleome horrida  Mart.  ex  Schult.

#### Colicodendron
- Colicodendron bahianum  Cornejo  &  Iltis
- Colicodendron martianum  Cornejo

#### Neocalyptrocalyx
- Neocalyptrocalyx eichleriana  (Urb.)  Iltis  &  Cornejo

### Cardiopteridaceae

#### Citronella
- Citronella engleriana  (Loes.)  R.A.Howard

### Caryocaraceae

#### Caryocar
- Caryocar edule  Casar.

### Celastraceae

#### Maytenus
- Maytenus aquifolia  Mart.
- Maytenus ardisiaefolia  Reissek
- Maytenus basidentata  Reissek
- Maytenus brasiliensis  Mart.
- Maytenus cassineformis  Reissek
- Maytenus cestrifolia  Reissek
- Maytenus distichophylla  Mart.  ex  Reissek
- Maytenus glaucescens  Reissek
- Maytenus longifolia  Reissek  ex  Loes.
- Maytenus macrophylla  Mart.
- Maytenus patens  Reissek
- Maytenus samyedaformis  Reissek
- Maytenus schumanniana  Loes.
- Maytenus subalata  Reissek
- Maytenus urbaniana  Loes.

#### Peritassa
- Peritassa calypsoides  (Cambess.)  a.C.Sm.
- Peritassa flaviflora  a.C.Sm.
- Peritassa hatschbachii  Lombardi
- Peritassa longifolia  Lombardi
- Peritassa mexiae  a.C.Sm.
- Peritassa sadleri  Lombardi

#### Salacia
- Salacia arborea  (Schrank)  Peyr.
- Salacia grandifolia  (Mart.  ex  Schult.)  G.Don
- Salacia mosenii  a.C.Sm.
- Salacia nemorosa  Lombardi

#### Tontelea
- Tontelea corcovadensis  (Glaz.)  a.C.Sm.
- Tontelea fluminensis  (Peyr.)  a.C.Sm.
- Tontelea lanceolata  (Miers)  a.C.Sm.
- Tontelea leptophylla  a.C.Sm.
- Tontelea martiana  (Miers)  a.C.Sm.
- Tontelea miersii  (Peyr.)  a.C.Sm.
- Tontelea tenuicula  (Miers)  a.C.Sm.

### Chrysobalanaceae

#### Couepia
- Couepia belemii  Prance
- Couepia bondarii  Prance
- Couepia carautae  Prance
- Couepia coarctata  Prance
- Couepia impressa  Prance
- Couepia insignis  Fritsch
- Couepia leitaofilhoi  Prance
- Couepia longipetiolata  Prance
- Couepia meridionalis  Prance
- Couepia monteclarensis  Prance
- Couepia parvifolia  Prance
- Couepia pernambucensis  Prance
- Couepia rufa  Ducke
- Couepia schottii  Fritsch
- Couepia venosa  Prance

#### Exellodendron
- Exellodendron gracile  (Kuhlm.)  Prance

#### Hirtella
- Hirtella bahiensis  Prance
- Hirtella barrosoi  Prance
- Hirtella corymbosa  Cham.  &  Schltdl.
- Hirtella glaziovii  Taub.
- Hirtella insignis  Briq.  ex  Prance
- Hirtella parviunguis  Prance
- Hirtella santosii  Prance

#### Licania
- Licania arianeae  Prance
- Licania bahiensis  Prance
- Licania belemii  Prance
- Licania glazioviana  Warm.
- Licania indurata  Pilg.
- Licania lamentanda  Prance
- Licania littoralis  Warm.
- Licania naviculistipula  Prance
- Licania riedelii  Prance
- Licania salzmannii  (Hook.f.)  Fritsch
- Licania santosii  Prance
- Licania silvatica  Glaz.  ex  Prance
- Licania spicata  Hook.f.
- Licania turbinata  Benth.

#### Parinari
- Parinari alvimii  Prance
- Parinari brasiliensis  (Schott)  Hook.f.
- Parinari leontopitheci  Prance
- Parinari littoralis  Prance

### Clethraceae

#### Clethra
- Clethra uleana  Sleumer

### Clusiaceae

#### Clusia
- Clusia aemygdioi  Gomes  da  Silva  &  B.Weinberg
- Clusia criuva  Cambess.
- Clusia fluminensis  Planch.  &  Triana
- Clusia fragrans  Gardner
- Clusia hilariana  Schltdl.
- Clusia immersa  C.M.Vieira
- Clusia lanceolata  Cambess.
- Clusia organensis  Planch.  &  Triana
- Clusia pernambucensis  G.Mariz
- Clusia sellowiana  Schltdl.
- Clusia spiritu-sanctensis  G.Mariz  &  B.Weinberg
- Clusia studartiana  C.M.Vieira  &  Gomes  da  Silva

#### Garcinia
- Garcinia calyptrata  (Schltdl.)  Bittrich

#### Kielmeyera
- Kielmeyera albopunctata  Saddi
- Kielmeyera altissima  Saddi
- Kielmeyera argentea  Choisy
- Kielmeyera decipiens  Saddi
- Kielmeyera divergens  Saddi
- Kielmeyera elata  Saddi
- Kielmeyera excelsa  Cambess.
- Kielmeyera gracilis  Wawra
- Kielmeyera insignis  Saddi
- Kielmeyera itacarensis  Saddi
- Kielmeyera marauensis  Saddi
- Kielmeyera membranacea  Casar.
- Kielmeyera neglecta  Saddi
- Kielmeyera occhioniana  Saddi
- Kielmeyera reticulata  Saddi
- Kielmeyera rizziniana  Saddi
- Kielmeyera rufotomentosa  Saddi
- Kielmeyera rugosa  Choisy
- Kielmeyera rupestris  Duarte
- Kielmeyera sigillata  Saddi

#### Tovomita
- Tovomita bahiensis  Engl.
- Tovomita leucantha  (Schltdl.)  Planch.  &  Triana
- Tovomita mangle  G.Mariz

#### Tovomitopsis
- Tovomitopsis paniculata  (Spreng.)  Planch.  &  Triana
- Tovomitopsis saldanhae  Engl.

### Combretaceae

#### Buchenavia
- Buchenavia hoehneana  N.F.Mattos
- Buchenavia iguaratensis  N.F.Mattos
- Buchenavia kleinii  Exell
- Buchenavia pabstii  Marquete  &  C.Valente
- Buchenavia rabelloana  N.F.Mattos

#### Combretum
- Combretum rupicola  Ridl.

#### Terminalia
- Terminalia acuminata  (Allemão)  Eichler
- Terminalia camuxa  Pickel
- Terminalia januariensis  DC.
- Terminalia kuhlmannii  Alwan  &  Stace
- Terminalia mameluco  Pickel
- Terminalia reitzii  Exell
- Terminalia riedelii  Eichler
- Terminalia uleana  Engl.  ex  Alwan  &  Stace

### Commelinaceae

#### Commelina
- Commelina singularis  Vell.

#### Dichorisandra
- Dichorisandra acaulis  Cogn.
- Dichorisandra albomarginata  Linden  ex  Regel
- Dichorisandra begoniaefolia  Kunth
- Dichorisandra fluminensis  Brade
- Dichorisandra gaudichaudiana  Kunth
- Dichorisandra hirtella  (Nees  &  Mart.)  Mart.  ex  Schult.  f.
- Dichorisandra incurva  Mart.  ex  Schult.f.
- Dichorisandra interrupta  Mart.  ex  Schult.f.
- Dichorisandra leucophthalmos  Hook.
- Dichorisandra neglecta  Brade
- Dichorisandra oxypetala  Hook.
- Dichorisandra paranaënsis  D.Maia  et  al.
- Dichorisandra picta  Hook.f.
- Dichorisandra procera  Mart.  ex  Schult  &  Schult.f.
- Dichorisandra radicalis  Nees  &  Mart.
- Dichorisandra saundersii  Hook.f.
- Dichorisandra tejucensis  Mart.  ex  Schult  &  Schult.f.
- Dichorisandra thyrsiflora  J.C.Mikan

#### Siderasis
- Siderasis fuscata  (Lodd.)  H.E.Moore

#### Tradescantia
- Tradescantia cerinthoides  Kunth
- Tradescantia umbraculifera  Hand.-Mazz.

#### Tripogandra
- Tripogandra brasiliensis  Handlos
- Tripogandra neglecta  Handlos
- Tripogandra warmingiana  (Seub.)  Handlos

### Connaraceae

#### Connarus
- Connarus beyrichii  Planch.
- Connarus blanchetii  Planch.
- Connarus cuneifolius  Baker
- Connarus detersus  Planch.
- Connarus marginatus  Planch.
- Connarus nodosus  Baker
- Connarus oblongus  G.Schellenb.
- Connarus ovatifolius  (Mart.  ex  Baker)  G.Schellenb.
- Connarus portosegurensis  Forero
- Connarus regnellii  G.Schellenb.
- Connarus rostratus  (Vell.)  L.B.Sm.
- Connarus subpeltatus  G.Schellenb.
- Connarus xylocarpus  Vidal  et  al.

#### Rourea
- Rourea bahiensis  Forero
- Rourea blanchetiana  (Progel)  Kuhlm.
- Rourea carvalhoi  Forero  et  al.
- Rourea cnestidifolia  G.Schellenb.
- Rourea discolor  Baker
- Rourea gardneriana  Planch.
- Rourea glazioui  G.Schellenb.
- Rourea gracilis  G.Schellenb.
- Rourea luizalbertoi  Forero  et  al.
- Rourea macrocalyx  Carbonó  et  al.
- Rourea pseudogardneriana  Forero  et  al.
- Rourea pseudospadicea  G.Schellenb.

### Convolvulaceae

#### Bonamia
- Bonamia agrostopolis  (Vell.)  Hallier  f.
- Bonamia langsdorffii  (Meisn.)  Hallier  f.
- Bonamia umbellata  (Choisy)  Hallier  f.

#### Dichondra
- Dichondra parvifolia  Meisn.

#### Evolvulus
- Evolvulus genistoides  Ooststr.

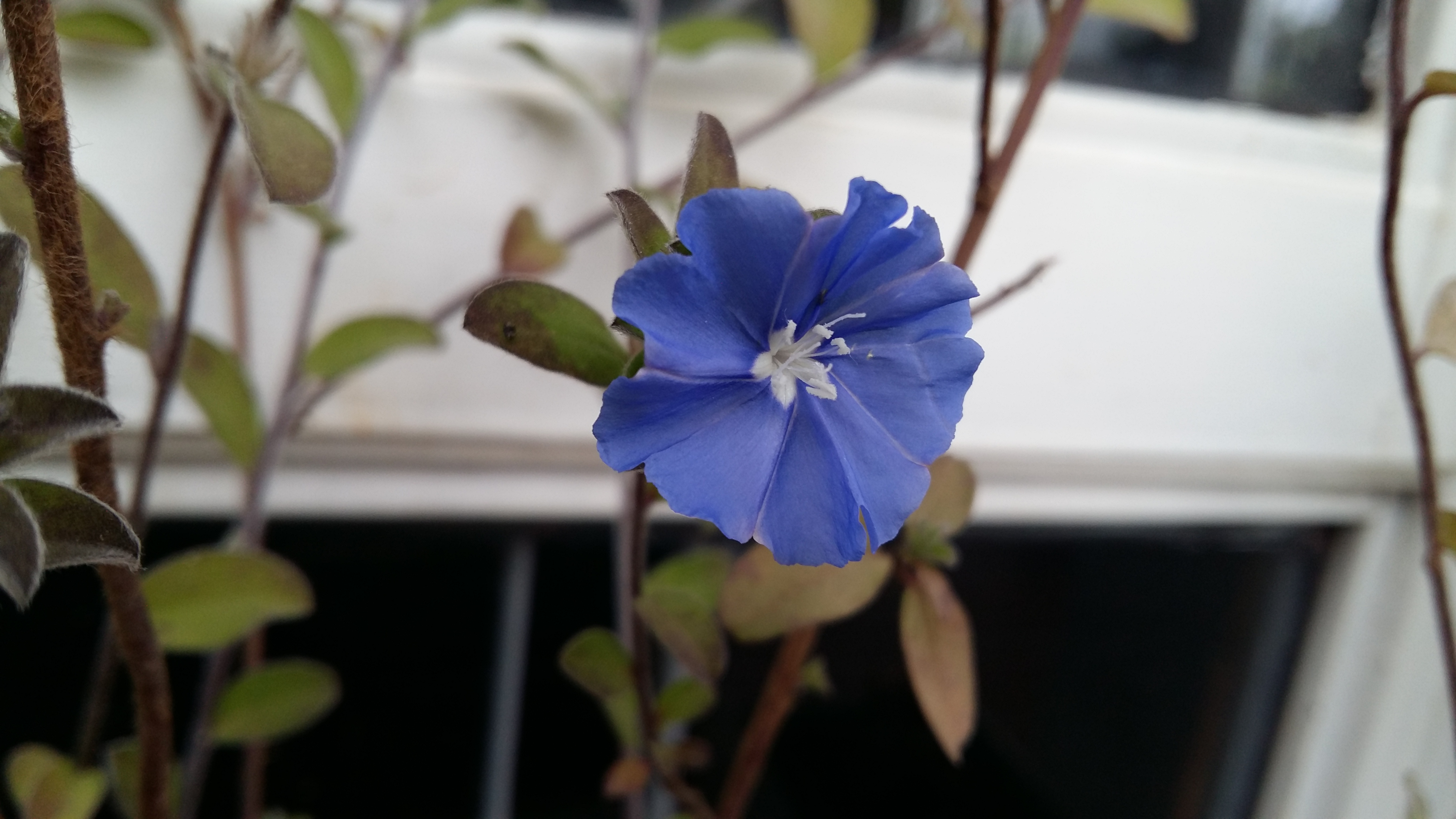
Evolvulus glomeratus

- Evolvulus maximiliani  Mart.  ex  Choisy
- Evolvulus stellariifolius  Ooststr.
- Evolvulus thymiflorus  Choisy

#### Ipomoea
- Ipomoea daturiflora  Meisn.
- Ipomoea langsdorffii  Choisy

#### Jacquemontia
- Jacquemontia ferruginea  Choisy
- Jacquemontia glaucescens  Choisy
- Jacquemontia grandiflora  Meisn.
- Jacquemontia holosericea  (Weinm.)  O'Donell
- Jacquemontia uleana  Hallier  f.
- Merremia contorquens  (Choisy)  Hallier  f.

### Costaceae

#### Chamaecostus
- Chamaecostus cuspidatus  (Nees  &  Mart.)  C.D.Specht  &  D.W.Stev.

### Cucurbitaceae

#### Apodanthera
- Apodanthera argentea  Cogn.
- Apodanthera ulei  (Cogn.)  Mart.Crov.

#### Cayaponia
- Cayaponia alarici  M.L.Porto
- Cayaponia cogniauxiana  Gomes-Klein
- Cayaponia fluminensis  (Vell.)  Cogn.
- Cayaponia gracillima  (Cogn.)  Cogn.
- Cayaponia latiloba  (Cogn.)  Gomes-Klein
- Cayaponia longifolia  Cogn.
- Cayaponia membranaceae  Gomes-Klein
- Cayaponia nitida  Gomes-Klein  &  Pirani
- Cayaponia pedata  Cogn.
- Cayaponia petiolulata  Cogn.
- Cayaponia ternata  (Vell.)  Cogn.
- Cayaponia trifoliolata  (Cogn.)  Cogn.
- Cayaponia trilobata  (Cogn.)  Cogn.
- Cayaponia villosissima  Cogn.

#### Ceratosanthes
- Ceratosanthes rupicola  Ridl.
- Ceratosanthes trifoliata  Cogn.

#### Cyclanthera
- Cyclanthera eichleri  Cogn.
- Cyclanthera tenuifolia  Cogn.

#### Fevillea
- Fevillea passiflora  Vell.

#### Gurania
- Gurania gracilis  Cogn.
- Gurania wawrei  Cogn.

#### Wilbrandia
- Wilbrandia glaziovii  Cogn.
- Wilbrandia verticillata  (Vell.)  Cogn.

### Cunoniaceae

#### Lamanonia
- Lamanonia chabertii  (Pamp.)  L.B.Sm.

#### Weinmannia
- Weinmannia humillis  Engl.

### Cyclanthaceae

#### Asplundia
- Asplundia brachypus  (Drude)  Harling
- Asplundia gardneri  (Hook.)  Harling
- Asplundia glaucophylla  Harling
- Asplundia maximiliani  Harling
- Asplundia polymera  (Hand.-Mazz.)  Harling
- Asplundia rivularis  (Lindm.)  Harling
- Asplundia tetragonopus  (Mart.  ex  Drude)  Harling

#### Stelestylis
- Stelestylis coriacea  Drude

### Cyperaceae

#### Becquerelia
- Becquerelia clarkei  T.Koyama
- Becquerelia discolor  Kunth

#### Bulbostylis
- Bulbostylis nesiotis  (Hemsl.)  C.B.Clarke

#### Carex
- Carex bradei  R.Gross
- Carex hilaireioides  C.B.Clarke
- Carex seticulmis  Boeckeler
- Carex vesca  C.B.Clarke  ex  Kük.
- Carex vixdentata  (Kük.  ex  Osten)  G.A.  Wheeler

#### Cryptangium
- Cryptangium triquetum  Boeckeler

#### Cyperus
- Cyperus beyrichii  (Schrad.  ex  Nees)  Steud.
- Cyperus cellulosoreticulatus  Boeckeler
- Cyperus consors  C.B.Clarke
- Cyperus dichromeniformis  Kunth
- Cyperus inops  C.B.Clarke

#### Eleocharis
- Eleocharis brasiliensis  Boeckeler
- Eleocharis kleinii  Barros

#### Hypolytrum
- Hypolytrum amorimii  M.Alves  &  W.W.Thomas
- Hypolytrum bahiense  M.Alves  &  W.W.Thomas
- Hypolytrum bullatum  C.B.Clarke
- Hypolytrum espiritosantense  M.Alves  &  W.W.Thomas
- Hypolytrum glaziovii  Boeckeler
- Hypolytrum glomerulatum  M.Alves  &  W.W.Thomas
- Hypolytrum jardimii  M.Alves  &  W.W.Thomas
- Hypolytrum lucennoi  M.Alves  &  W.W.Thomas
- Hypolytrum verticillatum  T.Koyama

#### Lagenocarpus
- Lagenocarpus subaphyllus  T.Koyama

#### Machaerina
- Machaerina austrobrasiliensis  M.T.Strong
- Machaerina ensifolia  (Boeckeler)  T.Koyama
- Machaerina ficticia  (Hemsl.)  T.Koyama

#### Pleurostachys
- Pleurostachys angustifolia  Boeckeler
- Pleurostachys distichophylla  (Boeckeler)  C.B.Clarke
- Pleurostachys douglasii  C.B.Clarke
- Pleurostachys extenuata  (Nees)  Steud.
- Pleurostachys foliosa  Kunth
- Pleurostachys gaudichaudii  Brongn.
- Pleurostachys geraldiana  Davie
- Pleurostachys graminifolia  Brongn.
- Pleurostachys macrantha  Kunth
- Pleurostachys orbignyana  Brongn.
- Pleurostachys regnellii  C.B.Clarke
- Pleurostachys stricta  Kunth
- Pleurostachys tenuiflora  Brongn.
- Pleurostachys urvillei  Brongn.

#### Rhynchospora
- Rhynchospora cryptantha  C.B.Clarke
- Rhynchospora glaziovii  Boeckeler
- Rhynchospora plusquamrobusta  Luceño  &  M.Martins
- Rhynchospora pseudomacrostachya  Gerry  Moore  et  al.
- Rhynchospora sampaioana  Gross
- Rhynchospora smithii  W.W.Thomas
- Rhynchospora stenocarpa  Kunth
- Rhynchospora subtilis  Boeckeler

#### Schoenus
- Schoenus lymansmithii  M.T.Strong

#### Scleria
- Scleria alpina  Core
- Scleria bradei  Pilg.
- Scleria colorata  Core
- Scleria georgiana  Core
- Scleria millespicula  T.Koyama
- Scleria pernambucana  Luceño  &  M.Alves
- Scleria schenskyana  Boeckeler
- Scleria uleana  Boeckeler  ex  C.B.Clarke
- Scleria variegata  (Nees)  Steud.

#### Trilepis
- Trilepis ciliatifolia  T.Koyama
- Trilepis microstachya  (C.B.Clarke)  H.Pfeiff.
- Trilepis tenuis  Vitta

### Dichapetalaceae

#### Stephanopodium
- Stephanopodium blanchetianum  Baill.
- Stephanopodium estrellense  Baill.
- Stephanopodium magnifolium  Prance
- Stephanopodium organense  (Rizzini)  Prance
- Stephanopodium sessile  Rizzini

#### Tapura
- Tapura follii  Prance
- Tapura wurdackiana  Prance

### Dilleniaceae

#### Davilla
- Davilla bahiana  Aymard
- Davilla bilobata  Aymard
- Davilla flexuosa  A.St.-Hil.
- Davilla glabrata  Mart.  ex  Eichler
- Davilla glaziovii  Eichler
- Davilla grandifolia  Moric.  ex  Eichler
- Davilla latifolia  Casar.
- Davilla macrocarpa  Eichler
- Davilla morii  Aymard
- Davilla papyracea  Aymard
- Davilla sellowiana  Schltdl.
- Davilla sessilifolia  Fraga

#### Doliocarpus
- Doliocarpus glomeratus  Eichler
- Doliocarpus grandiflorus  Eichler
- Doliocarpus lancifolius  Kubitzki
- Doliocarpus littoralis  (Kubitzki)  Fraga  &  Stehmann
- Doliocarpus lombardii  Aymard
- Doliocarpus schottianus  Eichler
- Doliocarpus sellowianus  Eichler
- Doliocarpus sessiliflorus  Mart.
- Doliocarpus validus  Kubitzki

#### Tetracera
- Tetracera boomii  Aymard
- Tetracera breyniana  Schltdl.
- Tetracera forzzae  Fraga  &  Aymard
- Tetracera oblongata  DC.
- Tetracera sellowiana  Schltdl.

### Dioscoreaceae

#### Dioscorea
- Dioscorea beecheyi  R.Knuth
- Dioscorea bradei  R.Knuth
- Dioscorea bulbotricha  Hand.-Mazz.
- Dioscorea caldasensis  R.Knuth
- Dioscorea campanulata  Uline  ex  R.Knuth
- Dioscorea campos-portoi  R.Knuth
- Dioscorea commutata  R.Knuth
- Dioscorea curitybensis  R.Knuth
- Dioscorea fodinarum  Kunth
- Dioscorea fractiflexa  R.Knuth
- Dioscorea grisebachii  Kunth
- Dioscorea itatiaiensis  R.Knuth
- Dioscorea loefgrenii  R.Knuth
- Dioscorea lundii  Uline  ex  R.Knuth
- Dioscorea macrantha  Uline  ex  R.Knuth
- Dioscorea macrothyrsa  Uline
- Dioscorea mantiqueirensis  R.Knuth
- Dioscorea margarethia  G.M.Barroso  et  al.
- Dioscorea mollis  Kunth
- Dioscorea monadelpha  (Kunth)  Griseb.
- Dioscorea olfersiana  Klotzsch  ex  Griseb.
- Dioscorea oppositiflora  Griseb.
- Dioscorea organensis  R.Knuth
- Dioscorea pallidinervia  R.Knuth
- Dioscorea perdicum  Taub.
- Dioscorea planistipulosa  Uline  ex  R.Knuth
- Dioscorea plantaginifolia  R.Knuth
- Dioscorea pseudomacrocapsa  G.M.Barroso  et  al.
- Dioscorea pumilio  Griseb.
- Dioscorea puncticulata  R.Knuth
- Dioscorea regnellii  Uline  ex  R.Knuth
- Dioscorea sanpaulensis  R.Knuth
- Dioscorea santosensis  R.Knuth
- Dioscorea secunda  R.Knuth
- Dioscorea septemnervis  Vell.
- Dioscorea tauriglossum  R.Knuth
- Dioscorea therezopolensis  Uline  ex  R.Knuth
- Dioscorea torticaulis  R.Knuth
- Dioscorea trilinguis  Griseb.
- Dioscorea widgrenii  R.Knuth

### Droseraceae

#### Drosera
- Drosera villosa  A.St.-Hil.

### Ebenaceae

#### Diospyros
- Diospyros amabi  B.Walln.
- Diospyros apeibacarpos  Raddi
- Diospyros brasiliensis  Mart.  ex  Miq.
- Diospyros duartei  Cavalcante
- Diospyros gaultheriifolia  Mart.  ex  Miq.
- Diospyros riedelii  (Hiern)  B.Walln.
- Diospyros scottmorii  B.Walln.
- Diospyros serrana  Sothers
- Diospyros ubaita  B.Walln.

### Elaeocarpaceae

#### Crinodendron
- Crinodendron brasiliense  Reitz  &  L.B.Sm.

#### Sloanea
- Sloanea hirsuta  (Schott)  Planch.  ex  Benth.
- Sloanea obtusifolia  (Moric.)  Schum.

### Elatinaceae

#### Elatine
- Elatine lindbergii  Rohrb.

### Ericaceae

#### Agarista
- Agarista minensis  (Glaz.  ex  Sleumer)  Judd
- Agarista niederleinii  (Sleumer)  Judd
- Agarista nummularia  (Cham.  &  Schltdl.)  G.Don
- Agarista organensis  (Gardner)  Hook.  ex  Nied.
- Agarista revoluta  (Spreng.)  Hook.  ex  Nied.
- Agarista uleana  (Sleumer)  Judd

#### Gaultheria
- Gaultheria bradeana  Sleumer
- Gaultheria corvensis  (R.R.  Silva  &  Cervi)  G.O.Romão  &  Kin.-Gouv.
- Gaultheria itatiaiae  Wawra
- Gaultheria jordanensis  Brade  &  Sleumer
- Gaultheria serrata  (Vell.)  Sleumer  ex  Kin.-Gouv.
- Gaultheria sleumeriana  Kin.-Gouv.
- Gaultheria ulei  Sleumer

#### Gaylussacia
- Gaylussacia amoena  Cham.
- Gaylussacia angulata  Gardner
- Gaylussacia arassatubensis  R.R.Silva  &  Cervi
- Gaylussacia caparoensis  Sleumer
- Gaylussacia caratuvensis  R.R.Silva  &  Cervi
- Gaylussacia fasciculata  Gardner
- Gaylussacia jordanensis  Sleumer
- Gaylussacia paranaensis  G.O.Romão  &  Kin.-Gouv.
- Gaylussacia pruinosa  Loes.
- Gaylussacia retivenia  Sleumer
- Gaylussacia rhododendron  Cham.  &  Schltdl.
- Gaylussacia rigida  Casar.

### Eriocaulaceae

#### Actinocephalus
- Actinocephalus ochrocephalus  (Körn.)  Sano

#### Eriocaulon
- Eriocaulon candidum  Moldenke
- Eriocaulon gomphrenoides  Kunth
- Eriocaulon majusculum  Ruhland
- Eriocaulon megapotamicum  Malme
- Eriocaulon regnellii  Moldenke
- Eriocaulon reitzii  Moldenke  &  L.B.Sm.
- Eriocaulon spongiosifolium  Silveira
- Eriocaulon ulaei  Ruhland
- Eriocaulon vaginatum  Körn.

#### Leiothrix
- Leiothrix argyroderma  Ruhland
- Leiothrix beckii  (Szyszył.)  Ruhland
- Leiothrix fluminensis  Ruhland
- Leiothrix gomesii  Silveira
- Leiothrix gounelleana  Beauverd
- Leiothrix pilulifera  (Körn.)  Ruhland
- Leiothrix prolifera  (Bong.)  Ruhland
- Leiothrix restingensis  (Moldenke)  Giul.

#### Paepalanthus
- Paepalanthus acantholimon  Ruhland
- Paepalanthus albo-ciliatus  Silveira
- Paepalanthus albo-vaginatus  Silveira
- Paepalanthus babyloniensis  Silveira
- Paepalanthus bahiensis  (Bong.)  Kunth
- Paepalanthus batatalensis  Silveira
- Paepalanthus bellus  Moldenke
- Paepalanthus benedictii  Silveira
- Paepalanthus bongardii  Kunth
- Paepalanthus bradei  Moldenke
- Paepalanthus brevicaulis  Silveira
- Paepalanthus caldensis  Malme
- Paepalanthus calvoides  Ruhland
- Paepalanthus camptophyllus  Ruhland
- Paepalanthus caparoensis  Ruhland
- Paepalanthus catharinae  Ruhland
- Paepalanthus cephalopus  Silveira  &  Ruhland
- Paepalanthus ciliolatus  Ruhland
- Paepalanthus conduplicatus  Körn.
- Paepalanthus corymbosus  (Bong.)  Kunth
- Paepalanthus diversifolius  Silveira
- Paepalanthus elongatulus  Ruhland
- Paepalanthus fastigiatus  (Bong.)  Körn.
- Paepalanthus flaviceps  Körn.
- Paepalanthus freyreissii  (Thunb.)  Körn.
- Paepalanthus glabrifolius  Ruhland
- Paepalanthus globosus  Ruhland
- Paepalanthus gneissicola  Silveira
- Paepalanthus gomesii  Silveira
- Paepalanthus gounelleanus  P.Beauv.
- Paepalanthus harmsii  Ruhland
- Paepalanthus henriquei  Silveira  &  Ruhland
- Paepalanthus ibitipocensis  Silveira
- Paepalanthus itatiaiensis  Ruhland
- Paepalanthus jordanensis  Silveira
- Paepalanthus klotzschianus  Körn.
- Paepalanthus leiseringii  Ruhland
- Paepalanthus loefgrenianus  Ruhland
- Paepalanthus macaheensis  Körn.
- Paepalanthus melaleucus  (Bong.)  Kunth
- Paepalanthus multicostatus  Ruhland
- Paepalanthus oerstedianus  Körn.
- Paepalanthus orthoblepharus  Silveira
- Paepalanthus ovatus  Körn.
- Paepalanthus parvus  Ruhland
- Paepalanthus paulensis  Ruhland
- Paepalanthus pruinosus  Ruhland
- Paepalanthus pseudotortilis  Ruhland
- Paepalanthus spixianus  Mart.
- Paepalanthus striatus  Ruhland
- Paepalanthus suffruticans  Ruhland
- Paepalanthus tessmannii  Moldenke
- Paepalanthus uleanus  Ruhland
- Paepalanthus umbrosus  Giul.  &  E.B.Miranda
- Paepalanthus usterii  Beauverd
- Paepalanthus viridulus  Ruhland

#### Syngonanthus
- Syngonanthus micropus  Silveira
- Syngonanthus pulchellus  Moldenke
- Syngonanthus rhizonema  Ruhland

### Erythroxylaceae

#### Erythroxylum
- Erythroxylum affine  A.St.-Hil.
- Erythroxylum ambiguum  Peyr.
- Erythroxylum bradeanum  O.E.Schulz
- Erythroxylum catharinense  Amaral
- Erythroxylum cincinnatum  Mart.
- Erythroxylum coelophlebium  Mart.
- Erythroxylum columbinum  Mart.
- Erythroxylum compressum  Peyr.
- Erythroxylum cryptanthum  O.E.Schulz
- Erythroxylum cuspidifolium  Mart.
- Erythroxylum cyclophyllum  O.E.Schulz
- Erythroxylum frangulifolium  A.St.-Hil.
- Erythroxylum gaudichaudii  Peyr.
- Erythroxylum glazioui  O.E.Schulz
- Erythroxylum grandifolium  Peyr.
- Erythroxylum lancifolium  Peyr.
- Erythroxylum leal-costae  Plowman
- Erythroxylum lygoides  O.E.Schulz
- Erythroxylum magnoliifolium  A.St.-Hil.
- Erythroxylum martii  Peyr.
- Erythroxylum mattos-silvae  Plowman
- Erythroxylum membranaceum  Plowman
- Erythroxylum mikanii  Peyr.
- Erythroxylum nitidum  Spreng.
- Erythroxylum nobile  O.E.Schulz
- Erythroxylum occultum  Plowman
- Erythroxylum ochranthum  Mart.
- Erythroxylum ovalifolium  Peyr.
- Erythroxylum pauferrense  Plowman
- Erythroxylum plowmanii  Amaral
- Erythroxylum santosii  Plowman
- Erythroxylum simonis  Plowman
- Erythroxylum splendidum  Plowman

### Escalloniaceae

#### Escallonia
- Escallonia chlorophylla  Cham.  &  Schltdl.
- Escallonia hispida  (Vell.)  Sleumer
- Escallonia laevis  (Vell.)  Sleumer
- Escallonia ledifolia  Sleumer
- Escallonia obtusissima  A.St.-Hil.
- Escallonia petrophila  Rambo  &  Sleumer

### Euphorbiaceae

#### Acalypha
- Acalypha accedens  Müll.Arg.
- Acalypha ampliata  Pax  &  K.Hoffm.
- Acalypha aspericocca  Pax  &  K.Hoffm.
- Acalypha macularis  Pax  &  K.Hoffm.
- Acalypha peckoltii  Müll.Arg.
- Acalypha pohliana  Müll.Arg.
- Acalypha radicans  Müll.Arg.
- Acalypha uleana  L.B.Sm.  &  Downs
- Acalypha urostachya  Baill.
- Acalypha weddelliana  Baill.

#### Actinostemon
- Actinostemon appendiculatus  Jabl.
- Actinostemon echinatus  Müll.Arg.
- Actinostemon glaziovii  Pax  &  K.Hoffm.
- Actinostemon klotzschii  (Didr.)  Pax
- Actinostemon lasiocarpus  (Müll.Arg.)  Baill.
- Actinostemon leptopus  (Müll.Arg.)  Pax
- Actinostemon macrocarpus  Müll.Arg.
- Actinostemon mandiocanus  (Müll.Arg.)  Pax
- Actinostemon multiflorus  Müll.Arg.
- Actinostemon unciformis  Jabl.
- Actinostemon verticillatus  (Klotzsch)  Baill.

#### Adenophaedra
- Adenophaedra cearensis  Secco

#### Algernonia
- Algernonia bahiensis  (Emmerich)  G.L.Webster
- Algernonia brasiliensis  Baill.
- Algernonia dimitrii  (Emmerich)  G.L.Webster
- Algernonia gibbosa  (Pax  &  K.Hoffm.)  Emmerich
- Algernonia glazioui  Emmerich
- Algernonia kuhlmannii  (Emmerich)  G.L.Webster
- Algernonia leandrii  (Baill.)  G.L.Webster
- Algernonia obovata  (Müll.Arg.)  Müll.Arg.
- Algernonia pardina  Croizat
- Algernonia riedelii  (Müll.Arg.)  G.L.Webster

#### Bernardia
- Bernardia brevipes  Müll.Arg.
- Bernardia celastrinea  (Baill.)  Müll.Arg.
- Bernardia confertifolia  Müll.Arg.
- Bernardia gambosa  Müll.Arg.
- Bernardia micrantha  Pax  &  K.Hoffm.
- Bernardia pulchella  (Baill.)  Müll.Arg.
- Bernardia sellowii  Müll.Arg.

#### Burseranthe
- Burseranthe pinnata  Rizzini

#### Caperonia
- Caperonia velloziana  Müll.Arg.

#### Caryodendron
- Caryodendron janeirense  Müll.Arg.

#### Chiropetalum
- Chiropetalum gymnadenium  (Müll.Arg.)  Pax  &  K.Hoffm.
- Chiropetalum phalacradenium  (J.W.Ingram)  L.B.Sm.  &  Downs

#### Cnidoscolus
- Cnidoscolus froesii  (Croizat)  Fern.Casas
- Cnidoscolus halteris  Fern.Casas
- Cnidoscolus monsanto  Fern.Casas
- Cnidoscolus urentissimus  Fern.Casas

#### Croton
- Croton alchorneicarpus  Croizat
- Croton anisodontus  Müll.Arg.
- Croton astraeatus  Baill.
- Croton campanulatus  Caruzo  &  Cordeiro
- Croton celtidifolius  Baill.
- Croton chaetophorus  Müll.Arg.
- Croton compressus  Lam.
- Croton dichrous  Müll.Arg.
- Croton dusenii  Croizat
- Croton echinocarpus  Müll.  Arg.
- Croton eichleri  Müll.Arg.
- Croton fastuosus  Baill.
- Croton heterocalyx  Baill.
- Croton heterodoxus  Baill.
- Croton macrobothrys  Baill.
- Croton medusae  Müll.  Arg.
- Croton organensis  Baill.
- Croton piptocalyx  Müll.Arg.
- Croton priscus  Croizat
- Croton salutaris  Casar.
- Croton sapiifolius  Müll.Arg.
- Croton sphaerogynus  Baill.
- Croton thomasii  Riina  &  P.E.  Berry
- Croton vulnerarius  Baill.

#### Dalechampia
- Dalechampia arciana  Baill.
- Dalechampia armbrusteri  G.L.Webster
- Dalechampia clausseniana  Baill.
- Dalechampia ficifolia  Lam.
- Dalechampia granadilla  Baill.
- Dalechampia hassleriana  Chodat
- Dalechampia ilheotica  Wawra
- Dalechampia leandrii  Baill.
- Dalechampia martiana  Klotzsch  ex  Pax  &  K.Hoffm.
- Dalechampia pentaphylla  Lam.
- Dalechampia pernambucensis  Baill.
- Dalechampia reitzkleinii  L.B.Sm.  &  Downs
- Dalechampia riparia  L.B.Sm.  &  Downs
- Dalechampia viridissima  G.L.Webster

#### Ditaxis
- Ditaxis cuneifolia  Pax  &  K.Hoffm.

#### Euphorbia
- Euphorbia holochlorina  Rizzini
- Euphorbia laevigata  Lam.
- Euphorbia peperomioides  Boiss.
- Euphorbia sabulicola  Boiss.

#### Glycydendron
- Glycydendron espiritosantense  Kuhlm.

#### Gymnanthes
- Gymnanthes widgrenii  Müll.Arg.

#### Manihot
- Manihot corymbiflora  Pax  &  K.Hoffm.
- Manihot grahamii  Hook.
- Manihot handroana  Cruz
- Manihot inflata  Müll.Arg.
- Manihot jolyana  Cruz
- Manihot pilosa  Pohl
- Manihot pohlii  Wawra

#### Ophthalmoblapton
- Ophthalmoblapton crassipes  Müll.Arg.
- Ophthalmoblapton macrophyllum  Allemão

#### Pausandra
- Pausandra megalophylla  Müll.Arg.
- Pausandra morisiana  (Casar.)  Radlk.

#### Plukenetia
- Plukenetia serrata  (Vell.)  L.J.Gillespie

#### Sebastiania
- Sebastiania pteroclada  (Müll.Arg.)  Müll.Arg.

#### Senefeldera
- Senefeldera verticillata  (Vell.)  Croizat

#### Stillingia
- Stillingia argutedentata  Jabl.
- Stillingia dichotoma  Müll.Arg.
- Stillingia dusenii  Pax  &  K.Hoffm.
- Stillingia oppositifolia  Baill.  ex  Müll.Arg.

### Fabaceae

#### Abarema
- Abarema barnebyana  Iganci  &  M.P.Morim
- Abarema brachystachya  (DC.)  Barneby  &  J.W.Grimes
- Abarema filamentosa  (Benth.)  Pittier
- Abarema langsdorffii  (Benth.)  Barneby  &  J.W.Grimes
- Abarema limae  Iganci  &  M.P.Morim
- Abarema turbinata  (Benth.)  Barneby  &  J.W.Grimes
- Abarema villosa  Iganci  &  M.P.Morim

#### Adesmia
- Adesmia arillata  Miotto
- Adesmia ciliata  Vogel
- Adesmia paranensis  Burkart
- Adesmia psoraleoides  Vogel
- Adesmia reitziana  Burkart
- Adesmia rocinhencis  Burkart
- Adesmia sulina  Miotto
- Adesmia vallsii  Miotto

#### Aeschynomene
- Aeschynomene bradei  Rudd
- Aeschynomene fructipendula  Abruzzi  de  Oliveira
- Aeschynomene selloi  Vogel

#### Albizia
- Albizia burkartiana  Barneby  &  J.W.Grimes

#### Andira
- Andira carvalhoi  R.T.Penn.  &  H.C.Lima
- Andira legalis  (Vell.)  Toledo
- Andira marauensis  N.F.Mattos
- Andira nitida  Mart.  ex  Benth.
- Andira ormosioides  Benth.

#### Apuleia
- Apuleia grazielana  Afr.Fern.

#### Arapatiella
- Arapatiella emarginata  R.S.Cowan
- Arapatiella psilophylla  (Harms)  R.S.Cowan

#### Bauhinia
- Bauhinia affinis  Vogel
- Bauhinia albicans  Vogel
- Bauhinia fusconervis  (Bong.)  Steud.
- Bauhinia glaziovii  Taub.
- Bauhinia integerrima  Mart.  ex  Benth.
- Bauhinia ovata  (Bong.)  Vogel
- Bauhinia pinheiroi  Wunderlin

#### Bionia
- Bionia bella  Mart.  ex  Benth.

#### Brodriguesia
- Brodriguesia santosii  R.S.Cowan

#### Caesalpinia
- Caesalpinia echinata  Lam.

#### Camptosema
- Camptosema isopetalum  (Lam.)  Taub.

#### Canavalia
- Canavalia cassidea  G.P.Lewis
- Canavalia dolichothyrsa  G.P.Lewis

#### Cassia
- Cassia leptophylla  Vogel

#### Centrosema
- Centrosema jaraguaense  Hoehne

#### Chaetocalyx
- Chaetocalyx acutifolia  (Vogel)  Benth.
- Chaetocalyx nigricans  Burkart
- Chaetocalyx tomentosa  (Gardner)  Rudd

#### Chamaecrista
- Chamaecrista amabilis  H.S.Irwin  &  Barneby
- Chamaecrista amorimii  Barneby
- Chamaecrista amphibola  (H.S.Irwin  &  Barneby)  H.S.Irwin  &  Barneby
- Chamaecrista aspidiifolia  H.S.Irwin  &  Barneby
- Chamaecrista atroglandulosa  (Taub.  ex  Harms)  H.S.Irwin  &  Barneby
- Chamaecrista catharticoides  (H.S.Irwin  &  Barneby)  H.S.Irwin  &  Barneby
- Chamaecrista duartei  (H.S.Irwin)  H.S.Irwin  &  Barneby
- Chamaecrista onusta  H.S.Irwin  &  Barneby
- Chamaecrista pteropoda  Barneby
- Chamaecrista salvatoris  (H.S.Irwin  &  Barneby)  H.S.Irwin  &  Barneby

#### Chloroleucon
- Chloroleucon tortum  (Mart.)  Pittier

#### Cleobulia
- Cleobulia diocleoides  Benth.

#### Clitoria
- Clitoria selloi  Benth.

#### Copaifera
- Copaifera lucens  Dwyer
- Copaifera majorina  Dwyer

#### Cranocarpus
- Cranocarpus martii  Benth.
- Cranocarpus mezii  Taub.

#### Cratylia
- Cratylia hypargyrea  Mart.  ex  Benth.

#### Dahlstedtia
- Dahlstedtia pentaphylla  (Taub.)  Burkart
- Dahlstedtia pinnata  (Benth.)  Malme

#### Dalbergia
- Dalbergia elegans  A.M.Carvalho
- Dalbergia ernest-ulei  Hoehne
- Dalbergia glaziovii  Harms
- Dalbergia lateriflora  Benth.
- Dalbergia nigra  (Vell.)  Allemão  ex  Benth.
- Dalbergia sampaioana  Kuhlm.  &  Hoehne

#### Deguelia
- Deguelia costata  (Benth.) A.M.G. Azevedo & R.A. Camargo
- Deguelia dasycalyx  (Harms) A.M.G. Azevedo & R.A. Camargo
- Deguelia hatschbachii  A.M.G. Azevedo

#### Desmodium
- Desmodium craspediferum  A.M.G.Azevedo  &  M.L.A.A.Oliveira

#### Dimorphandra
- Dimorphandra exaltata  Schott

#### Dioclea
- Dioclea edulis  Kuhlm.
- Dioclea grandistipula  L.P.Queiroz
- Dioclea rufescens  Benth.
- Dioclea schottii  Benth.

#### Diplotropis
- Diplotropis incexis  Rizzini  &  A.Mattos

#### Enterolobium
- Enterolobium glaziovii  (Benth.)  Mesquita
- Enterolobium monjollo  (Vell.)  Benth.

#### Exostyles
- Exostyles glabra  Vogel
- Exostyles godoyensis  Soares-Silva  &  Mansano
- Exostyles venusta  Schott

#### Grazielodendron
- Grazielodendron H.C.Lima
- Grazielodendron rio-docensis  H.C.Lima

#### Harleyodendron
- Harleyodendron unifoliolatum  R.S.Cowan

#### Hymenaea
- Hymenaea rubriflora  Ducke

#### Hymenolobium
- Hymenolobium alagoanum  Ducke
- Hymenolobium janeirense  Kuhlm.

#### Indigofera
- Indigofera spicata  Forssk.
- Indigofera truxillensis  Kunth

#### Inga
- Inga aptera  (Vinha)  T.D.Penn.
- Inga arenicola  T.D.Penn.
- Inga barbata  Benth.
- Inga blanchetiana  Benth.
- Inga bollandii  Sprague  &  Sandwith
- Inga bullata  Benth.
- Inga cabelo  T.D.Penn.
- Inga conchifolia  L.P.Queiroz
- Inga congesta  T.D.Penn.
- Inga cordistipula  Mart.
- Inga edwallii  (Harms)  T.D.Penn.
- Inga enterolobioides  T.D.Penn.
- Inga exfoliata  T.D.Penn.  &  F.C.P.García
- Inga globularis  T.D.Penn.
- Inga grazielae  (Vinha)  T.D.Penn.
- Inga hispida  Schott  ex  Benth.
- Inga lanceifolia  Benth.
- Inga lenticellata  Benth.
- Inga lentiscifolia  Benth.
- Inga leptantha  Benth.
- Inga maritima  Benth.
- Inga mendoncaei  Harms
- Inga pedunculata  (Vinha)  T.D.Penn.
- Inga platyptera  Benth.
- Inga pleiogyna  T.D.Penn.
- Inga praegnans  T.D.Penn.
- Inga schinifolia  Benth.
- Inga sellowiana  Benth.
- Inga subnuda  Salzm.  ex  Benth.
- Inga suborbicularis  T.D.Penn.
- Inga tenuis  (Vell.)  Mart.
- Inga unica  Barneby  &  J.W.Grimes
- Inga virescens  Benth.

#### Lathyrus
- Lathyrus elegans  Vogel
- Lathyrus hasslerianus  Burkart

#### Lecointea
- Lecointea hatschbachii  Barneby

#### Leptolobium
- Leptolobium bijugum  (Spreng.)  Vogel
- Leptolobium tenuifolium  Vogel

#### Lonchocarpus
- Lonchocarpus bahianus  A.M.G.Azevedo
- Lonchocarpus costatus  Benth.
- Lonchocarpus dasycalyx  Harms
- Lonchocarpus filipes  Benth.
- Lonchocarpus glaziovii  Taub.
- Lonchocarpus grandiflorus  A.M.G.Azevedo
- Lonchocarpus grazielae  M.J.Silva  &  A.M.G.Azevedo
- Lonchocarpus longiunguiculatus  M.J.Silva  &  A.M.G.Azevedo
- Lonchocarpus peckoltii  Wawra
- Lonchocarpus subglaucescens  Mart.  ex  Benth.
- Lonchocarpus torrensis  N.F.Mattos
- Lonchocarpus virgilioides  (Vogel)  Benth.

#### Luetzelburgia
- Luetzelburgia guaissara  Toledo
- Luetzelburgia trialata  (Ducke)  Ducke

#### Lupinus
- Lupinus dusenianus  C.P.Sm.
- Lupinus magnistipulatus  Burkart  ex  Planchuelo  &  D.B.Dunn
- Lupinus prouvensalanus  C.P.Sm.
- Lupinus regnellianus  C.P.Sm.
- Lupinus reitzii  Burkart  ex  M.Pinheiro  &  Miotto
- Lupinus rubriflorus  Planchuelo
- Lupinus russellianus  C.P.Sm.
- Lupinus uleanus  C.P.Sm.

#### Machaerium
- Machaerium cantarellianum  Hoehne
- Machaerium caratinganum  Kuhlm.  &  Hoehne
- Machaerium condensatum  Kuhlm.  &  Hoehne
- Machaerium declinatum  (Vell.)  Stellfeld
- Machaerium dimorphandrum  Hoehne
- Machaerium firmum  (Vell.)  Benth.
- Machaerium fluminense  Rudd
- Machaerium fulvovenosum  H.C.Lima
- Machaerium glabrum  Vogel
- Machaerium gracile  Benth.
- Machaerium hatschbachii  Rudd
- Machaerium incorruptibile  (Vell.)  Benth.
- Machaerium legale  (Vell.)  Benth.
- Machaerium nigrum  Vogel
- Machaerium obovatum  Kuhlm.  &  Hoehne
- Machaerium pedicellatum  Vogel
- Machaerium reticulatum  (Poir.)  Pers.
- Machaerium ruddianum  C.V.Mendonça  &  A.M.G.Azevedo
- Machaerium salzmannii  Benth.
- Machaerium ternatum  Kuhlm.  &  Hoehne
- Machaerium uncinatum  (Vell.)  Benth.
- Machaerium violaceum  Vogel

#### Macrolobium
- Macrolobium latifolium  Vogel

#### Martiodendron
- Martiodendron fluminense  Lombardi

#### Mimosa
- Mimosa artemisiana  Heringer  &  Paula
- Mimosa atlantica  Barneby
- Mimosa axillaris  Benth.
- Mimosa balduinii  Burkart
- Mimosa bathyrrhena  Barneby
- Mimosa bocainae  Barneby
- Mimosa brachystachya  Taub.
- Mimosa callidryas  Barneby
- Mimosa carvalhoi  Barneby
- Mimosa catharinensis  Burkart
- Mimosa chaetosphaera  Barneby
- Mimosa congestifolia  Burkart
- Mimosa coniflora  Burkart
- Mimosa cubatanensis  Hoehne
- Mimosa deceptrix  Barneby
- Mimosa dryandroides  Taub.
- Mimosa elliptica  Benth.
- Mimosa eriocarpa  Benth.
- Mimosa ernestii  Harms
- Mimosa extensa  Benth.
- Mimosa fachinalensis  Burkart
- Mimosa filipetiola  Burkart
- Mimosa glabra  Benth.
- Mimosa glazioui  Benth.
- Mimosa glycyrrhizoides  Barneby
- Mimosa gymnas  Barneby
- Mimosa hatschbachii  Barneby
- Mimosa involucrata  Benth.
- Mimosa itatiaiensis  Dusén
- Mimosa kuhnisteroides  Barneby
- Mimosa lepidorepens  Burkart
- Mimosa lundiana  Benth.
- Mimosa medioxima  Barneby
- Mimosa miranda  Barneby
- Mimosa murex  Barneby
- Mimosa myuros  Barneby
- Mimosa niomarlei  Afr.Fern.
- Mimosa pedersenii  Barneby
- Mimosa per-dusenii  Burkart
- Mimosa prionopus  Barneby
- Mimosa pseudocallosa  Burkart
- Mimosa pseudolepidota  (Burkart)  Barneby
- Mimosa psittacina  Barneby
- Mimosa ramentacea  Burkart
- Mimosa ramosissima  Benth.
- Mimosa scabrella  Benth.
- Mimosa selloi  Benth.
- Mimosa serra  Burkart
- Mimosa sparsiformis  Barneby
- Mimosa strobiliflora  Burkart
- Mimosa taimbensis  Burkart
- Mimosa trichocephala  Benth.
- Mimosa urticaria  Barneby
- Mimosa widgrenii  Harms

#### Moldenhawera
- Moldenhawera blanchetiana  Tul.
- Moldenhawera floribunda  Schrad.
- Moldenhawera luschnathiana  Yakovlev
- Moldenhawera papillanthera  L.P.Queiroz  et  al.
- Moldenhawera polysperma  (Vell.)  Stellfeld

#### Mucuna
- Mucuna japira  A.M.G.Azevedo  et  al.

#### Myrocarpus
- Myrocarpus leprosus  Pickel

#### Ormosia
- Ormosia friburgensis  Taub.  ex  Glaz.
- Ormosia limae  D.B.O.S.Cardoso  &  L.P.Queiroz
- Ormosia minor  Vogel
- Ormosia nitida  Vogel
- Ormosia ruddiana  Yakovlev
- Ormosia vicosana  Rudd

#### Parapiptadenia
- Parapiptadenia ilheusana  G.P.Lewis
- Parapiptadenia pterosperma  (Benth.)  Brenan

#### Parkia
- Parkia bahiae  H.C.Hopkins

#### Peltogyne
- Peltogyne angustiflora  Ducke
- Peltogyne chrysopis  Barneby
- Peltogyne mattosiana  Rizzini
- Peltogyne recifensis  Ducke

#### Phanera
- Phanera angulosa  (Vogel)  Vaz
- Phanera carvalhoi  (Vaz)  Vaz
- Phanera grazielae  (Vaz)  Vaz
- Phanera maximilianii  (Benth.)  Vaz
- Phanera smilacina  (Schott)  Vaz

#### Piptadenia
- Piptadenia affinis  Burkart
- Piptadenia killipii  J.F.Macbr.
- Piptadenia latifolia  Benth.
- Piptadenia laxipinna  G.M.Barroso
- Piptadenia micracantha  Benth.
- Piptadenia polyptera  Benth.
- Piptadenia ramosissima  Benth.
- Piptadenia santosii  Barneby  ex  G.P.Lewis
- Piptadenia trisperma  (Vell.)  Benth.

#### Platymiscium
- Platymiscium speciosum  Vogel

#### Poecilanthe
- Poecilanthe falcata  (Vell.)  Heringer
- Poecilanthe itapuana  G.P.Lewis

#### Pomaria
- Pomaria pilosa  (Vogel)  B.B.Simpson  &  G.P.Lewis
- Pomaria stipularis  (Vogel)  B.B.Simpson  &  G.P.Lewis

#### Pseudopiptadenia
- Pseudopiptadenia inaequalis  (Benth.)  Rauschert
- Pseudopiptadenia leptostachya  (Benth.)  Rauschert
- Pseudopiptadenia schumanniana  (Taub.)  G.P.Lewis  &  M.P.Lima
- Pseudopiptadenia warmingii  (Benth.)  G.P.Lewis  &  M.P.Lima

#### Riedeliella
- Riedeliella sessiliflora  Kuhlm.

#### Senegalia
- Senegalia catharinensis  (Burkart)  Seigler  &  Ebinger
- Senegalia giganticarpa  (G.P.Lewis)  Seigler  &  Ebinger
- Senegalia grandisiliqua  (Benth.)  Seigler  &  Ebinger
- Senegalia grandistipula  (Benth.)  Seigler  &  Ebinger
- Senegalia lacerans  (Benth.)  Seigler  &  Ebinger
- Senegalia lasiophylla  (Benth.)  Seigler  &  Ebinger
- Senegalia magnibracteosa  (Burkart)  Seigler  &  Ebinger
- Senegalia miersii  (Benth.)  Seigler  &  Ebinger
- Senegalia mikanii  (Benth.)  Seigler  &  Ebinger
- Senegalia nitidifolia  (Speg.)  Seigler  &  Ebinger
- Senegalia olivensana  (G.P.Lewis)  Seigler  &  Ebinger
- Senegalia pedicellata  (Benth.)  Seigler  &  Ebinger
- Senegalia piptadenioides  (G.P.Lewis)  Seigler  &  Ebinger
- Senegalia pteridifolia  (Benth.)  Seigler  &  Ebinger
- Senegalia recurva  (Benth.)  Seigler  &  Ebinger
- Senegalia velutina  (DC.)  Seigler  &  Ebinger

#### Senna
- Senna acutisepala  (Benth.)  H.S.Irwin  &  Barneby
- Senna formosa  H.S.Irwin  &  Barneby
- Senna itatiaiae  H.S.Irwin  &  Barneby
- Senna organensis  (Glaz.  ex  Harms)  H.S.Irwin  &  Barneby
- Senna pneumatica  H.S.Irwin  &  Barneby
- Senna spinigera  (Rizzini)  H.S.Irwin  &  Barneby
- Senna subtrijuga  H.S.Irwin  &  Barneby
- Senna tenuifolia  (Vogel)  H.S.Irwin  &  Barneby
- Senna tropica  (Vell.)  H.S.Irwin  &  Barneby

#### Sesbania
- Sesbania oligosperma  Taub.

#### Stylosanthes
- Stylosanthes vallsii  Sousa  Costa  &  Van  den  Berg

#### Swartzia
- Swartzia alternifoliolata  Mansano
- Swartzia capixabensis  Mansano
- Swartzia curranii  R.S.Cowan
- Swartzia dipetala  Willd.  ex  Vogel
- Swartzia glazioviana  (Taub.)  Glaz.
- Swartzia langsdorffii  Raddi
- Swartzia linharensis  Mansano
- Swartzia micrantha  R.S.Cowan
- Swartzia oblata  R.S.Cowan
- Swartzia pinheiroana  R.S.Cowan
- Swartzia polita  (R.S.Cowan)  Torke
- Swartzia riedelii  R.S.Cowan
- Swartzia submarginata  (Benth.)  Mansano

#### Tachigali
- Tachigali beaurepairei  (Harms)  L.G.Silva  &  H.C.Lima
- Tachigali densiflora  (Benth.)  L.G.Silva  &  H.C.Lima
- Tachigali denudata  (Vogel)  Oliveira-Filho
- Tachigali duckei  (Dwyer)  Oliveira-Filho
- Tachigali friburgensis  (Harms)  L.G.Silva  &  H.C.Lima
- Tachigali paratyensis  (Vell.)  H.C.Lima
- Tachigali pilgeriana  (Harms)  Oliveira-Filho
- Tachigali rugosa  (Mart.  ex  Benth.)  Zarucchi  &  Pipoly
- Tachigali urbaniana  (Harms)  L.G.Silva  &  H.C.Lima

#### Tephrosia
- Tephrosia egregia  Sandwith

#### Trischidium
- Trischidium limae  (R.S.Cowan)  H.E.Ireland

#### Vatairea
- Vatairea heteroptera  (Allemão)  Ducke

#### Vataireopsis
- Vataireopsis araroba  (Aguiar)  Ducke

#### Vigna
- Vigna halophila  (Piper)  Maréchal  et  al.

#### Zollernia
- Zollernia cowanii  Mansano
- Zollernia glabra  (Spreng.)  Yakovlev
- Zollernia glaziovii  Yakovlev
- Zollernia magnifica  A.M.Carvalho  &  Barneby
- Zollernia modesta  A.M.Carvalho  &  Barneby

### Gentianaceae

#### Deianira
- Deianira damazioi  E.F.Guim.

#### Hockinia
- Hockinia montana  Gardner

#### Macrocarpaea
- Macrocarpaea glaziovii  Gilg
- Macrocarpaea rubra  Malme

#### Prepusa
- Prepusa alata  Porto  &  Brade
- Prepusa connata  Gardner
- Prepusa hookeriana  Gardner
- Prepusa viridiflora  Brade

#### Senaea
- Senaea janeirensis  Brade

#### Voyria
- Voyria obconica  Progel

### Gerianaceae

#### Geranium
- Geranium arachnoideum  A.St.-Hil.
- Geranium brasiliense  Progel
- Geranium glanduligerum  R.Knuth

### Gesneriaceae

#### Besleria
- Besleria duarteana  Hoehne
- Besleria fluminensis  Brade
- Besleria longimucronata  Hoehne
- Besleria macahensis  Brade
- Besleria meridionalis  C.V.Morton
- Besleria selloana  Klotzsch  &  Hanst.
- Besleria symphytum  Hanst.
- Besleria umbrosa  Mart.

#### Codonanthe
- Codonanthe carnosa  (Gardner)  Hanst.
- Codonanthe devosiana  Lem.
- Codonanthe gibbosa  Rossini  &  Chautems
- Codonanthe gracilis  (Mart.)  Hanst.
- Codonanthe mattos-silvae  Chautems
- Codonanthe serrulata  Chautems
- Codonanthe venosa  Chautems

#### Napeanthus
- Napeanthus primulifolius  (Raddi)  Sandwith
- Napeanthus reitzii  (L.B.  Sm.)  Leeuwenb.
- Nematanthus albus  Chautems
- Nematanthus australis  Chautems
- Nematanthus bradei  (Handro)  Chautems
- Nematanthus brasiliensis  (Vell.)  Chautems
- Nematanthus corticola  Schrad.
- Nematanthus crassifolius  (Schott)  Wiehler
- Nematanthus fissus  (Vell.)  L.E.Skog
- Nematanthus fluminensis  (Vell.)  Fritsch
- Nematanthus fornix  (Vell.)  Chautems
- Nematanthus fritschii  Hoehne
- Nematanthus gregarius  D.L.Denham
- Nematanthus hirtellus  (Schott)  Wiehler
- Nematanthus jolyanus  (Handro)  Chautems
- Nematanthus kautskyi  Chautems  &  Rossini
- Nematanthus kuhlmannii  (Handro)  Chautems
- Nematanthus maculatus  (Fritsch)  Wiehler
- Nematanthus mattosianus  (Handro)  H.E.Moore
- Nematanthus mirabilis  (Handro)  Chautems
- Nematanthus monanthos  (Vell.)  Chautems
- Nematanthus punctatus  Chautems
- Nematanthus pycnophyllus  Chautems  et  al.
- Nematanthus serpens  (Vell.)  Chautems
- Nematanthus striatus  (Handro)  Chautems
- Nematanthus teixeiranus  (Handro)  Chautems
- Nematanthus tessmannii  (Hoehne)  Chautems
- Nematanthus villosus  (Hanst.)  Wiehler
- Nematanthus wettsteinii  (Fritsch)  H.E.Moore
- Nematanthus wiehleri  Chautems  &  M.Peixoto

#### Paliavana
- Paliavana gracilis  (Mart.)  Chautems
- Paliavana prasinata  (Ker  Gawl.)  Benth.

#### Sinningia
- Sinningia aghensis  Chautems
- Sinningia bulbosa  (Ker  Gawl.)  Wiehler
- Sinningia calcaria  (Malme)  Chautems
- Sinningia canescens  (Mart.)  Wiehler
- Sinningia carangolensis  Chautems
- Sinningia cardinalis  (Lehm.)  H.E.Moore
- Sinningia cochlearis  (Hook.)  Chautems
- Sinningia conspicua  (Seem.)  G.Nicholson
- Sinningia cooperi  (Paxton)  Wiehler
- Sinningia curtiflora  (Malme)  Chautems
- Sinningia eumorpha  H.E.Moore
- Sinningia gesneriifolia  (Hanst.)  Clayberg
- Sinningia gigantifolia  Chautems
- Sinningia glazioviana  (Fritsch)  Chautems
- Sinningia guttata  Lindl.
- Sinningia hatschbachii  Chautems
- Sinningia helleri  Nees
- Sinningia hirsuta  (Lindl.)  G.Nicholson
- Sinningia iarae  Chautems
- Sinningia insularis  (Hoehne)  Chautems
- Sinningia kautskyi  Chautems
- Sinningia lateritia  (Lindl.)  Chautems
- Sinningia leopoldii  (Scheidw.  ex  Planch.)  Chautems
- Sinningia leucotricha  (Hoehne)  H.E.Moore
- Sinningia lindleyi  Schauer
- Sinningia lineata  (Hjelmq.)  Chautems
- Sinningia macrophylla  (Nees  &  Mart.)  Benth.  &  Hook.  ex  Fritsch
- Sinningia macrostachya  (Lindl.)  Chautems
- Sinningia mauroana  Chautems
- Sinningia micans  (Fritsch)  Chautems
- Sinningia nivalis  Chautems
- Sinningia piresiana  (Hoehne)  Chautems
- Sinningia polyantha  (DC.)  Wiehler
- Sinningia pusilla  (Mart.)  Baill.
- Sinningia reitzii  (Hoehne)  L.E.Skog
- Sinningia richii  Clayberg
- Sinningia rupicola  (Mart.)  Wiehler
- Sinningia schiffneri  Fritsch
- Sinningia speciosa  (Lodd.)  Hiern
- Sinningia striata  (Fritsch)  Chautems
- Sinningia tuberosa  (Mart.)  H.E.Moore
- Sinningia valsuganensis  Chautems
- Sinningia villosa  Lindl.

#### Vanhouttea
- Vanhouttea bradeana  Hoehne
- Vanhouttea brueggeri  Chautems
- Vanhouttea calcarata  Lem.
- Vanhouttea fruticulosa  (Glaz.  ex  Hoehne)  Chautems
- Vanhouttea gardneri  (Hook.)  Fritsch
- Vanhouttea hilariana  Chautems
- Vanhouttea lanata  Fritsch
- Vanhouttea leonii  Chautems
- Vanhouttea pendula  Chautems

### Gunneraceae

#### Gunnera
- Gunnera manicata  Linden